# Museo Colonial Alemán de Frutillar
El Museo Colonial Alemán es un museo arquitectónico y etnográfico abierto al público el 28 de enero de 1984 en la ciudad de Frutillar, consagrado principalmente a la inmigración alemana a la zona del Llanquihue en la región de Los Lagos de Chile. 

## Historia
Gracias al interés de los pobladores surgió la idea de conservar y comprender la historia de la colonos alemanes instalados en el lago Llanquihue a partir de 1852, la municipalidad de Frutillar cedió en 1979 tres hectáreas que habían pertenecido a la familia Richter a la Universidad Austral de Chile, dando comienzo así a la edificación y la habilitación del terreno para el museo. Este proyecto contó asimismo con el patrocinio del gobierno alemán a través de su embajada y la asistencia técnica del Departamento de Arquitectura de la citada universidad, cuya Dirección Museológica se encarga de administrar el museo.
Fueron 12 personas las que dieron inicio a los trabajos limpiando el terreno en el que después seis maestros de obras construyeron, entre 1982 y 1984, la herrería y el molino de agua. Con estas dos construcciones en estilo alemán el 28 de enero de 1984 se inauguró el museo, al que en mayo del mismo año agregó el campanario; la casona de campo se finalizó entre los años 1988 y 1989.

## Instalaciones
El conjunto lo forman cinco edificaciones revestidas de tejas de madera, que representan la vida cotidiana y las principales actividades de los colonos alemanes.

### Llavería
Cuando se ingresa al compleja la primera edificación después de la boletería es la llavería, en la que se localiza el despacho del encargado de la administración de la propiedad, una tienda y los baños.

### Casa del molino y molino de agua

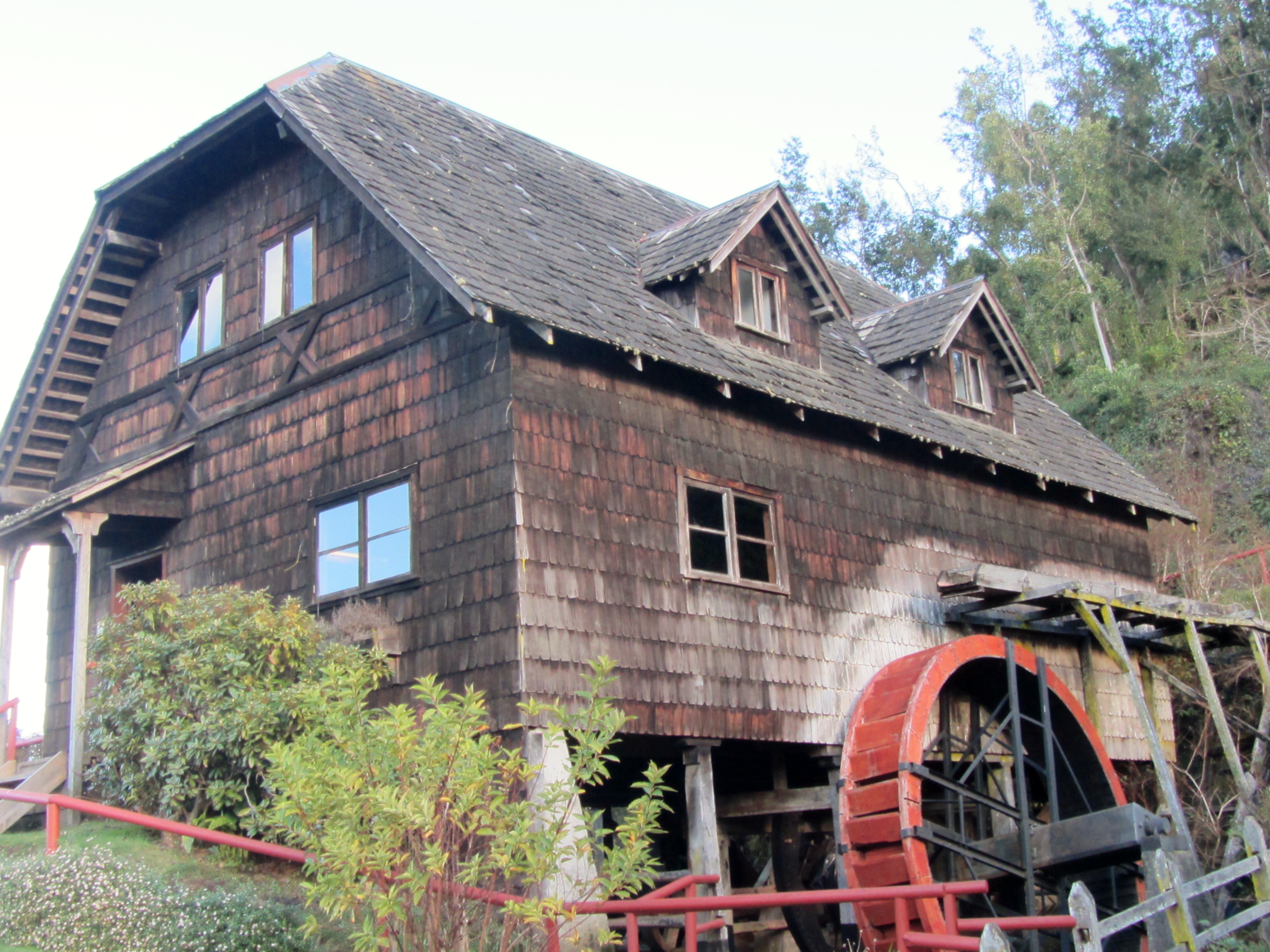
Casa del molino y la rueda de paleta

La casa del molino tiene en su interior, en la planta baja, las vitrinas con la mayoría de los objetos en exposición, que abarcan desde el periodo agroalfarero hasta pertenencias de los colonos alemanes que llegaron a partir de mediados del siglo XIX. La sala cuenta, además, con paneles explicativos de las diferentes etapas históricas reflejadas en la muestra («Los primeros habitantes», «La ocupación hispana», «El fracaso de la esperanza», «La colonización alemana en el sur de Chile», «Equipaje a la tierra prometida», «Etapas del poblamiento del Llanquihue», con un mapa y el decreto «Territorio de colonización del Llanquihue», «Llegada e instalación» y «Educación y vida social», más uno sobre el funcionamiento del molino. La segunda planta es usada para exposiciones de arte contemporáneo. 
En el exterior el mayor atractivo es la gran y antigua rueda de paleta para moler trigo, que es movida por el agua del canal y servía para iniciar la maquinaria que molía la harina con grandes piedras. El molino de agua fue una de las primeras herramientas empleadas por los colonos una vez asentados en la cuenca del lago Llanquihue; existen datos que indican que la construcción del molino en Frutillar se produjo alrededor de 1870.
Galería de imágenes

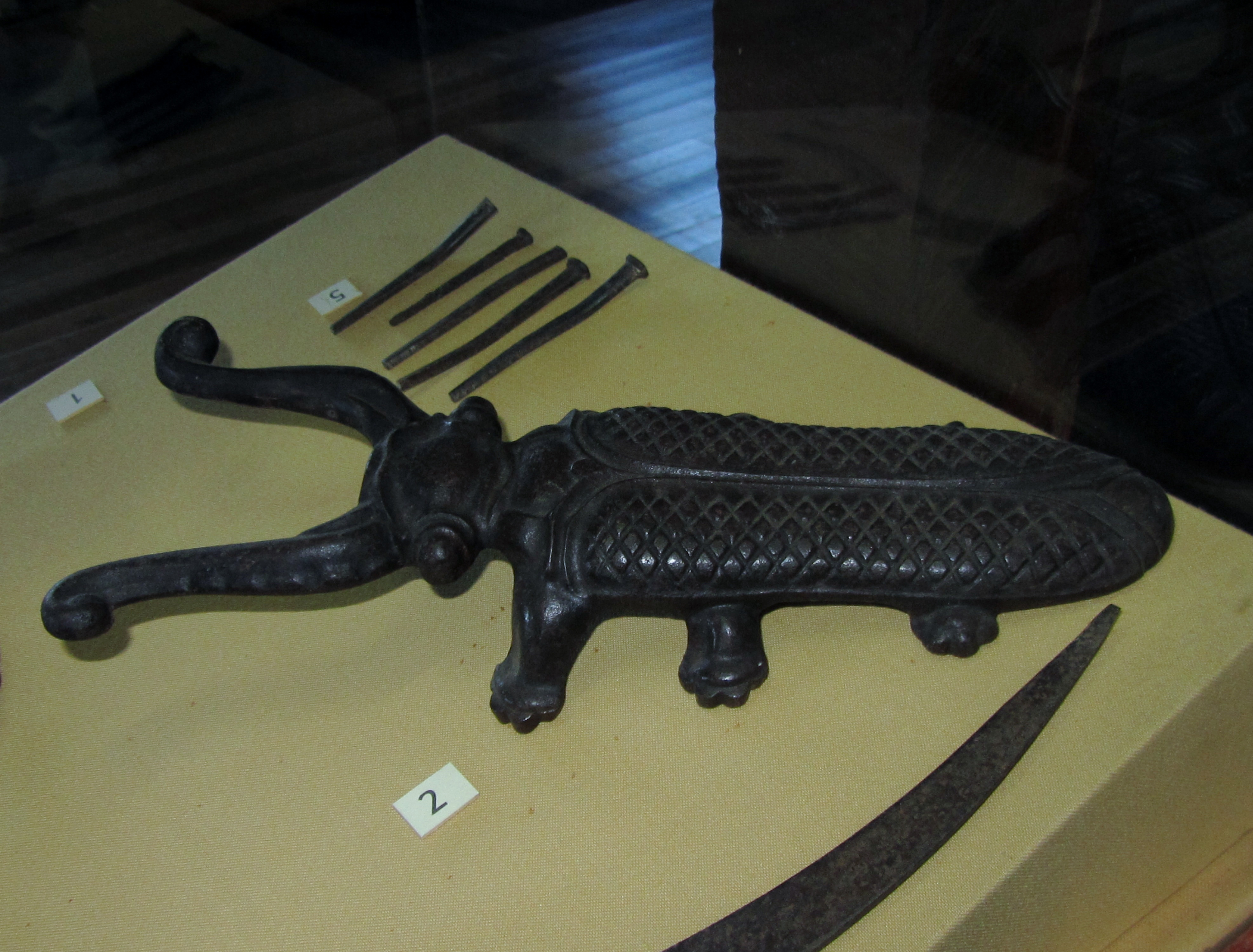
Sacabotas de fierro
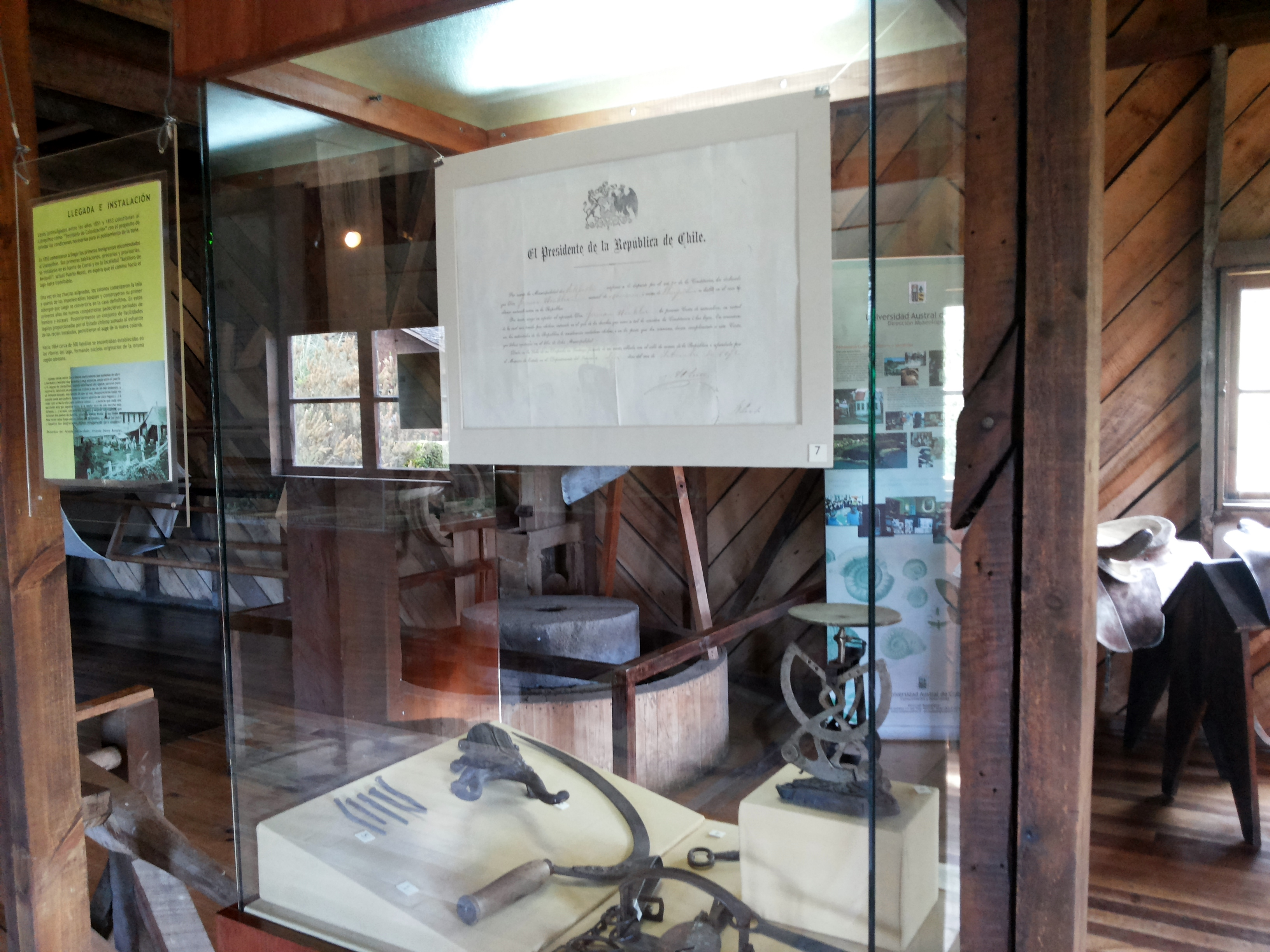
Vitrina con certificado de ciudadanía, pesa, hoz y otros objetos
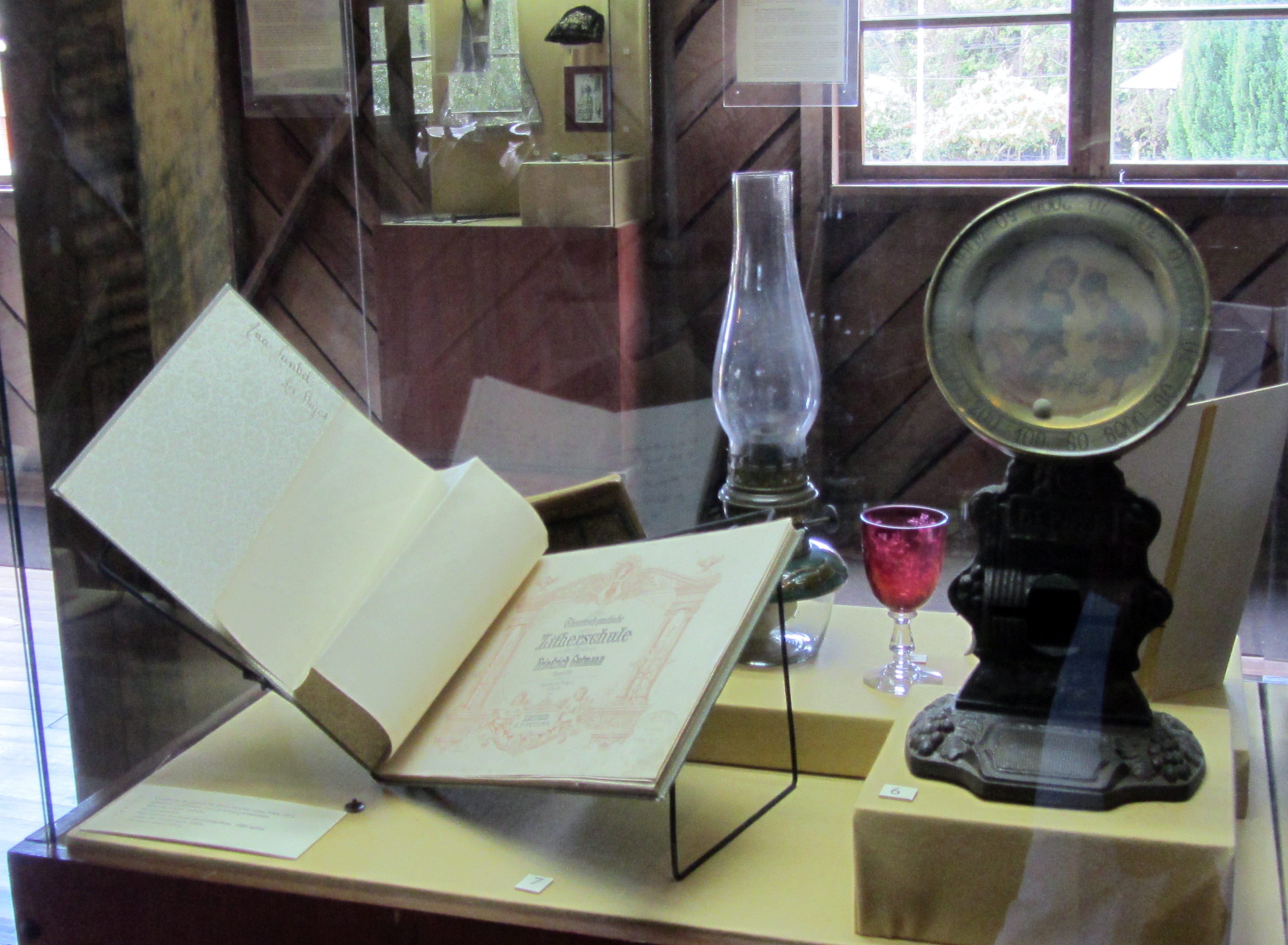
Vitrina con un libro de ejercicios para cítara, una ruleta para niños y otras piezas
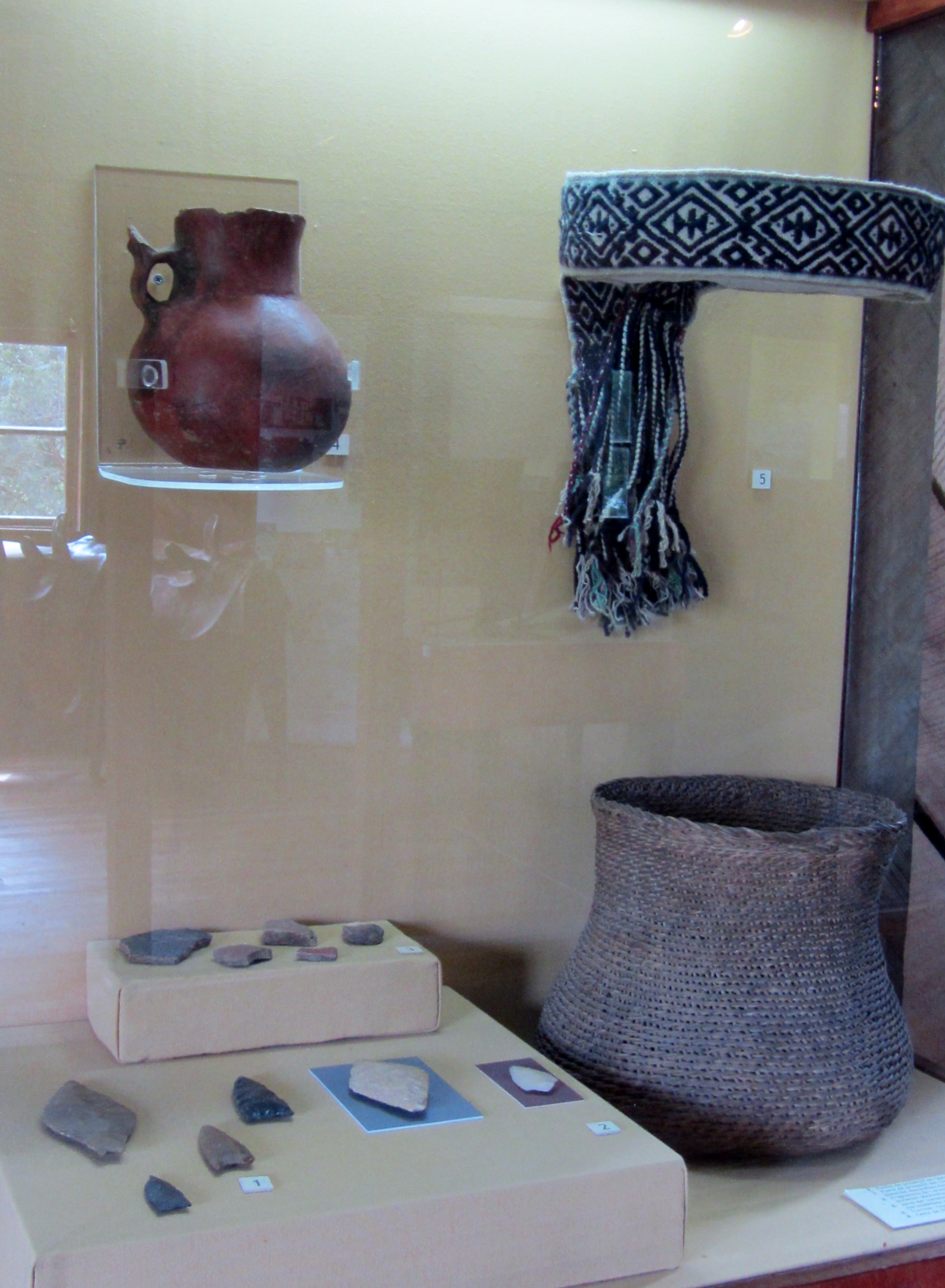
Vitrina con puntas de proyectil, fragmentos de cerámica, jarro, trarüwe (faja de mujer mapuche) y cesto),
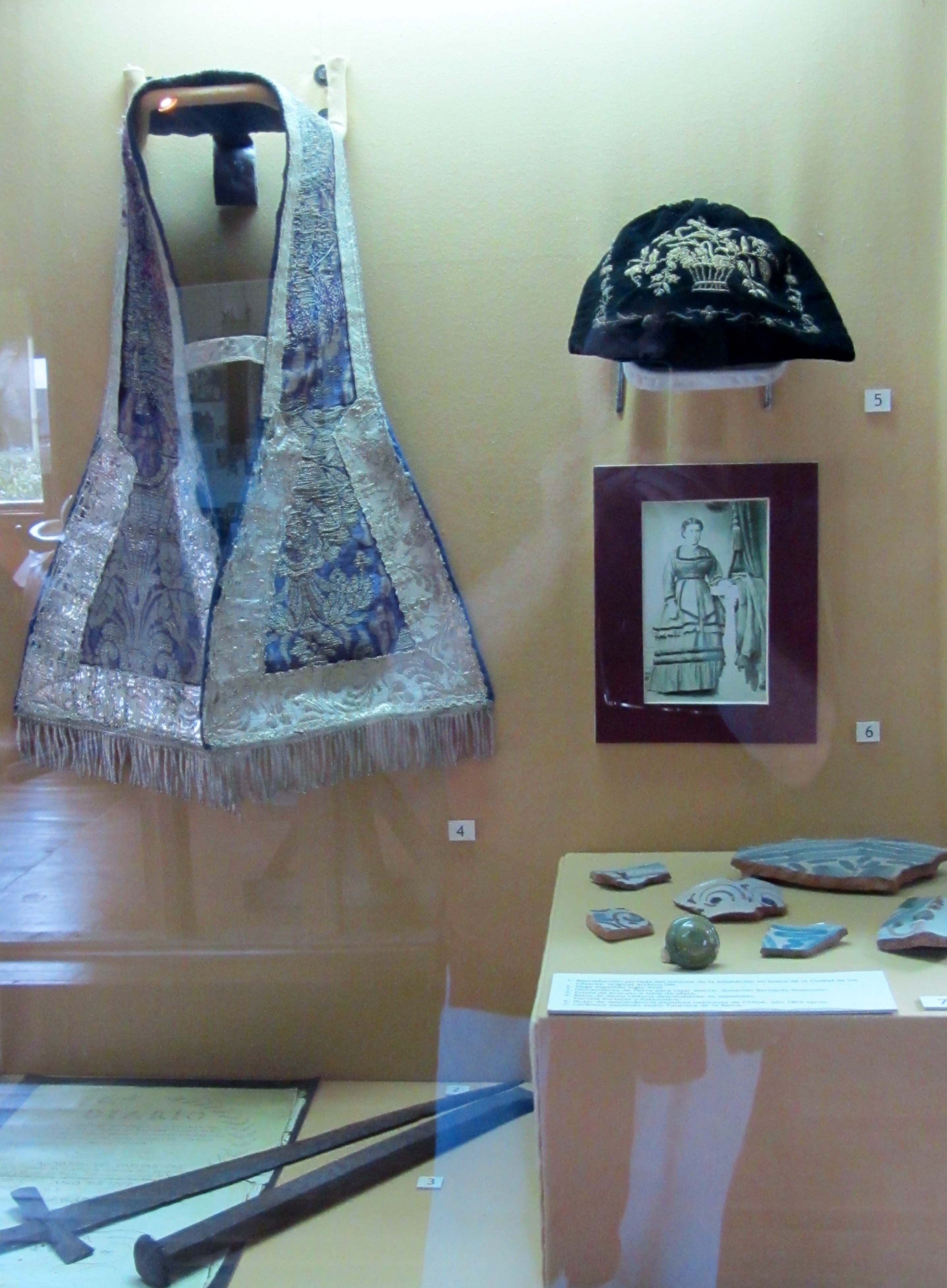
Vitrina con daga española, estola de brocato e hilos de plata, bolso de dama, mujer de ascendencia española habitante de Chiloé, cerámica española
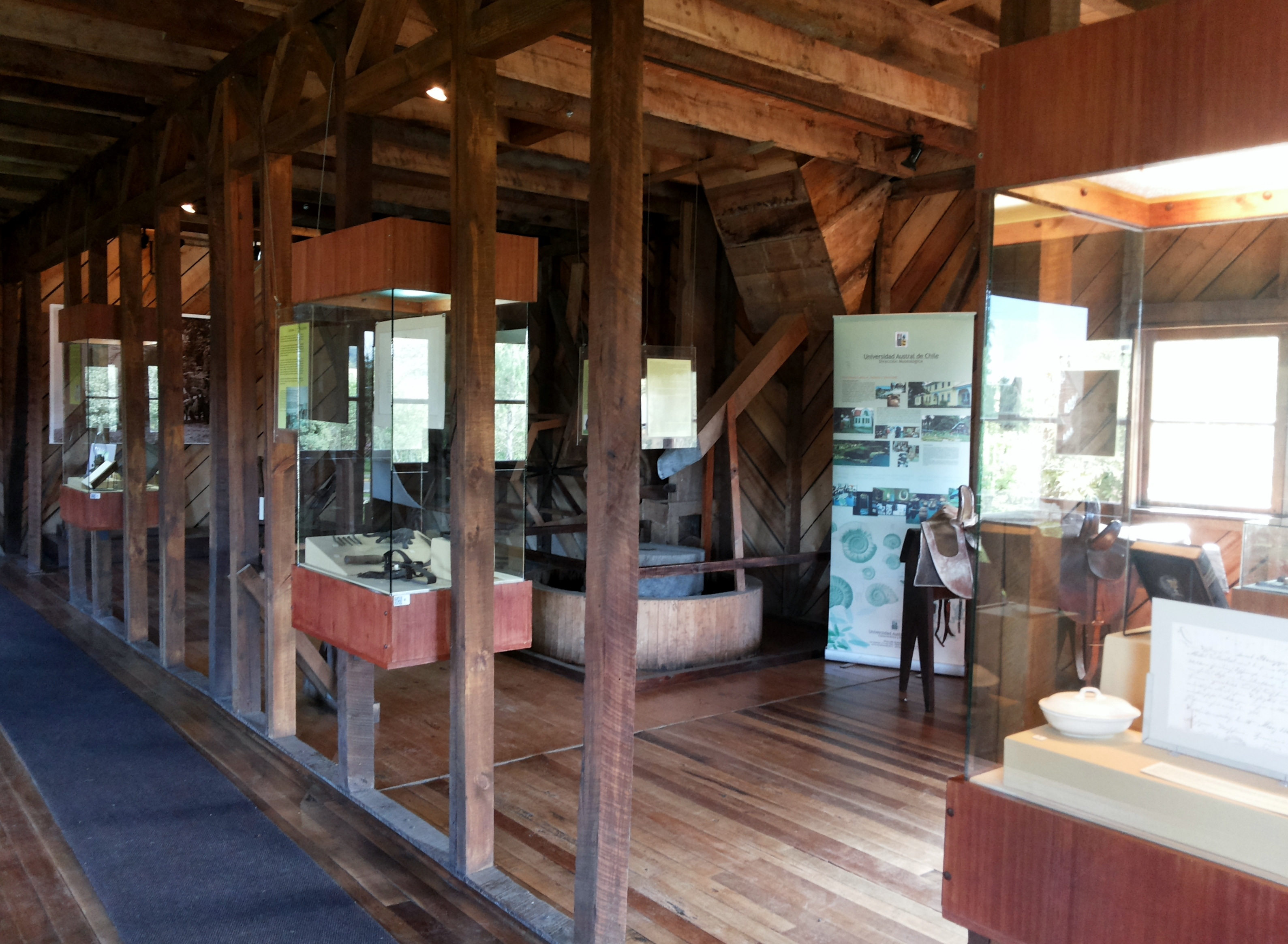
Vista parcial de la sala de la planta baja del molino

### Casona de campo

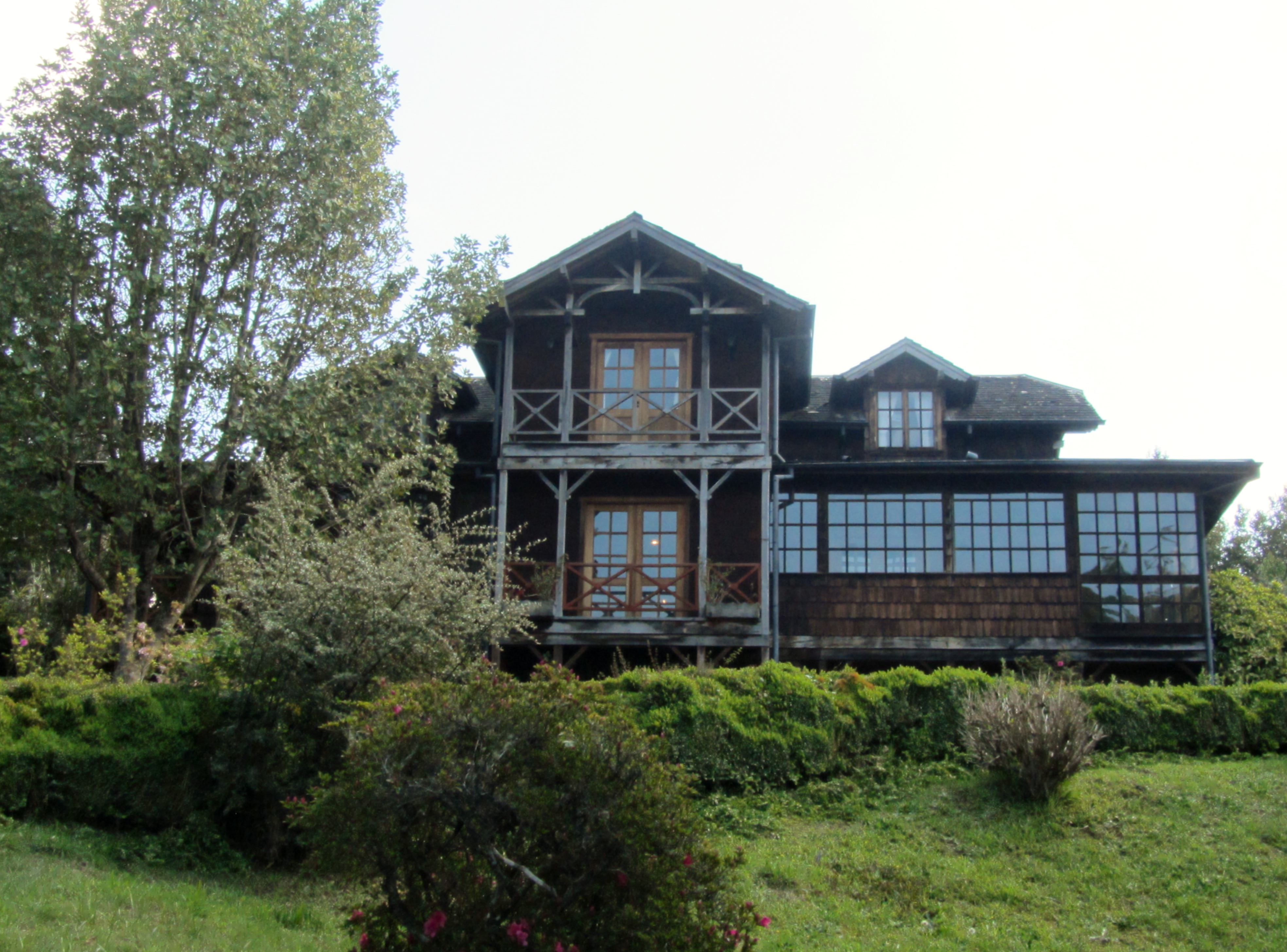
Casona de campo.

Construida en 1889 con maderas nativas nobles como avellano (Gevuina avellana), lingue (Persea lingue), laurel (Laurelia sempervirens, roble (Nothofagus obliqua) y tepa (Laureliopsis philippiana) sobre una colina, tiene una hermosa vista hacia el lago Llanquihue y sus volcanes. Es una típica residencia de los agricultores alemanes que representa el auge económico vivido en aquel tiempo. Cuenta con espaciosos salones, sala de música, jardín de invierno, variadas habitaciones y baños que reflejan la vida diaria y cultural, además de una cocina gran tamaño equipada con utensilios originales. 
Su moblaje es europeo, traído desde sus localidades de origen. En las paredes interiores cuelgan algunas fotos familiares de colonos alemanes.
Galería de imágenes

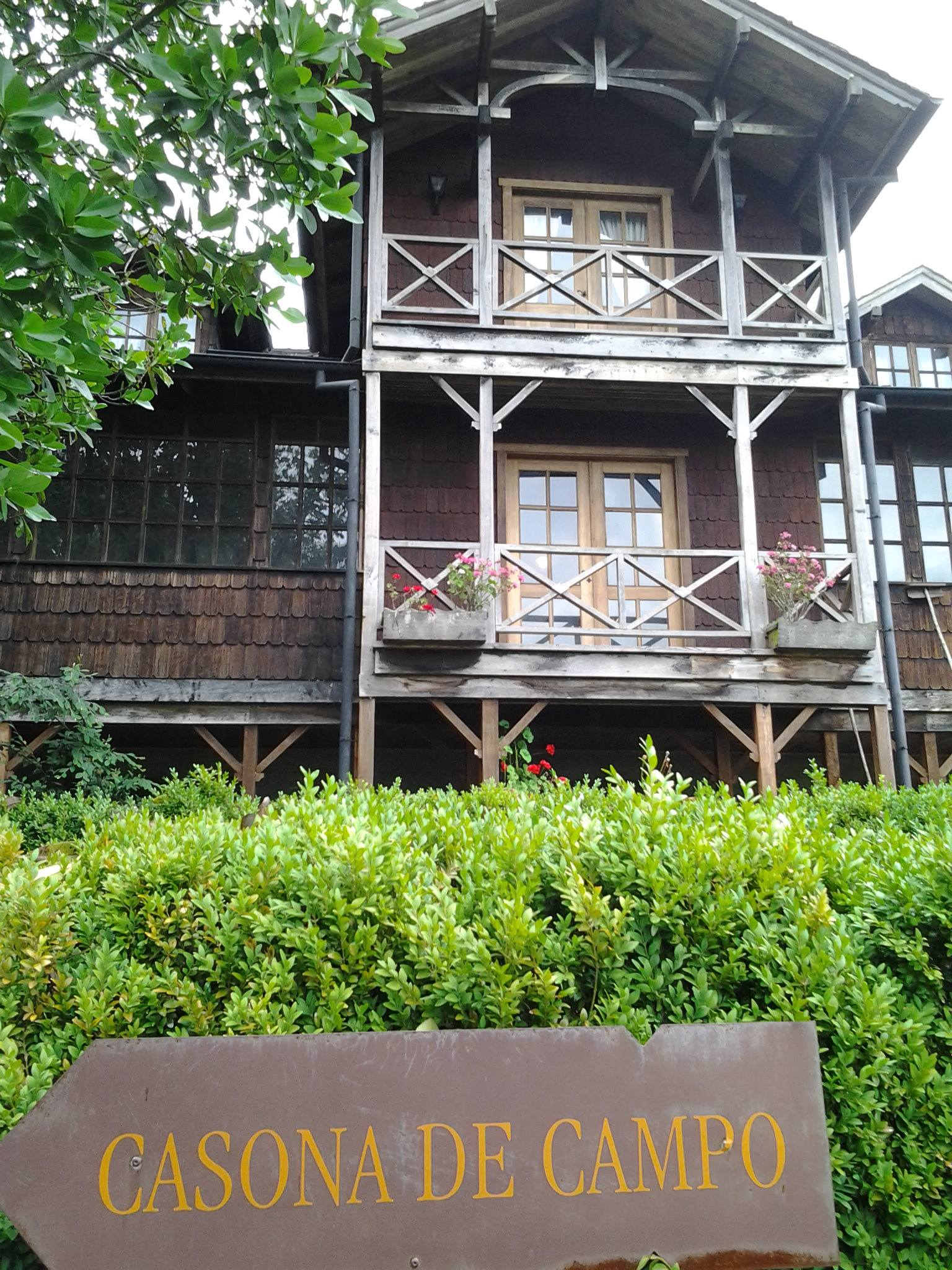
Fachada que da al lago Llanquihue
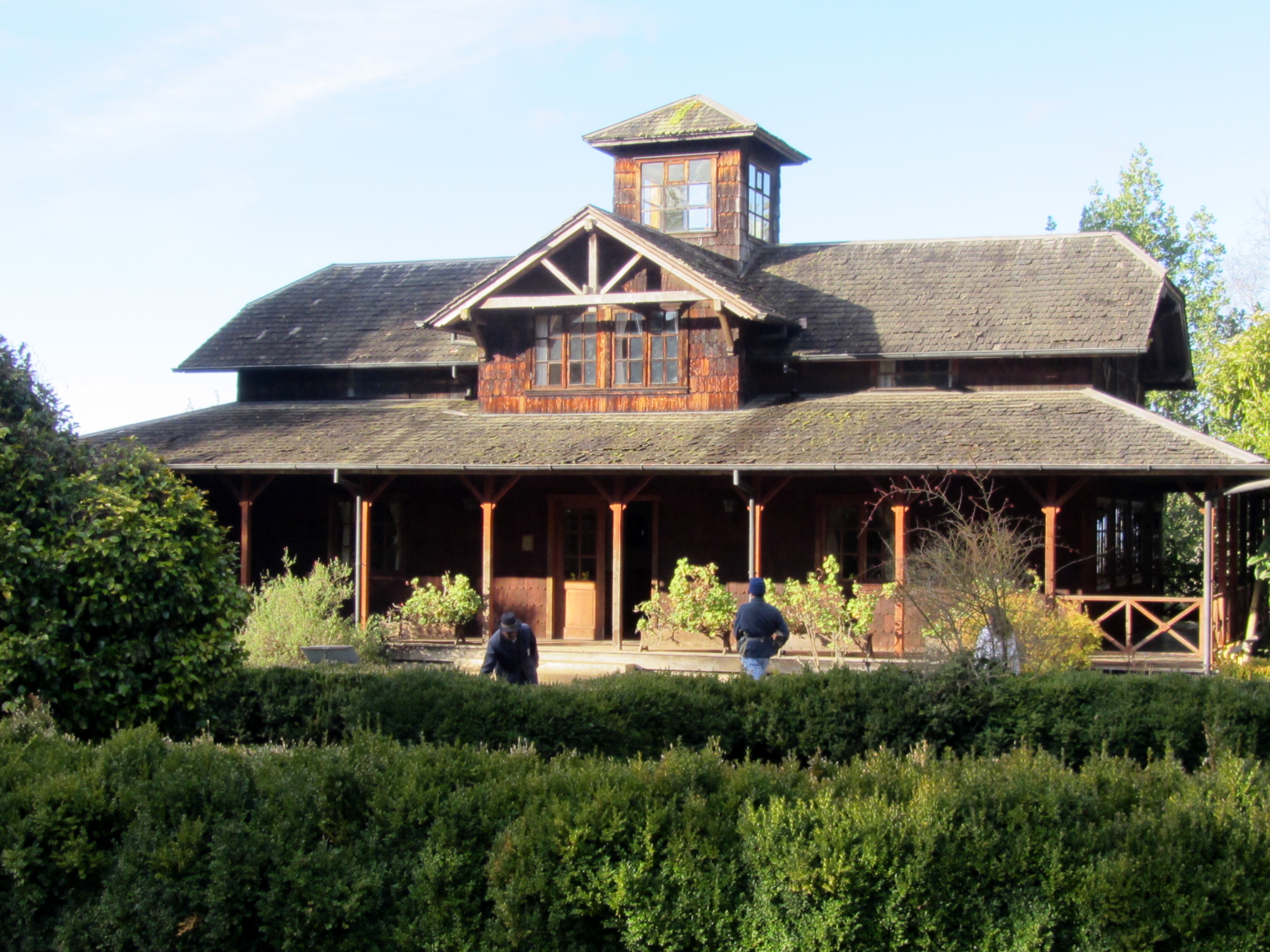
Entrada actual, fachada que da al jardín
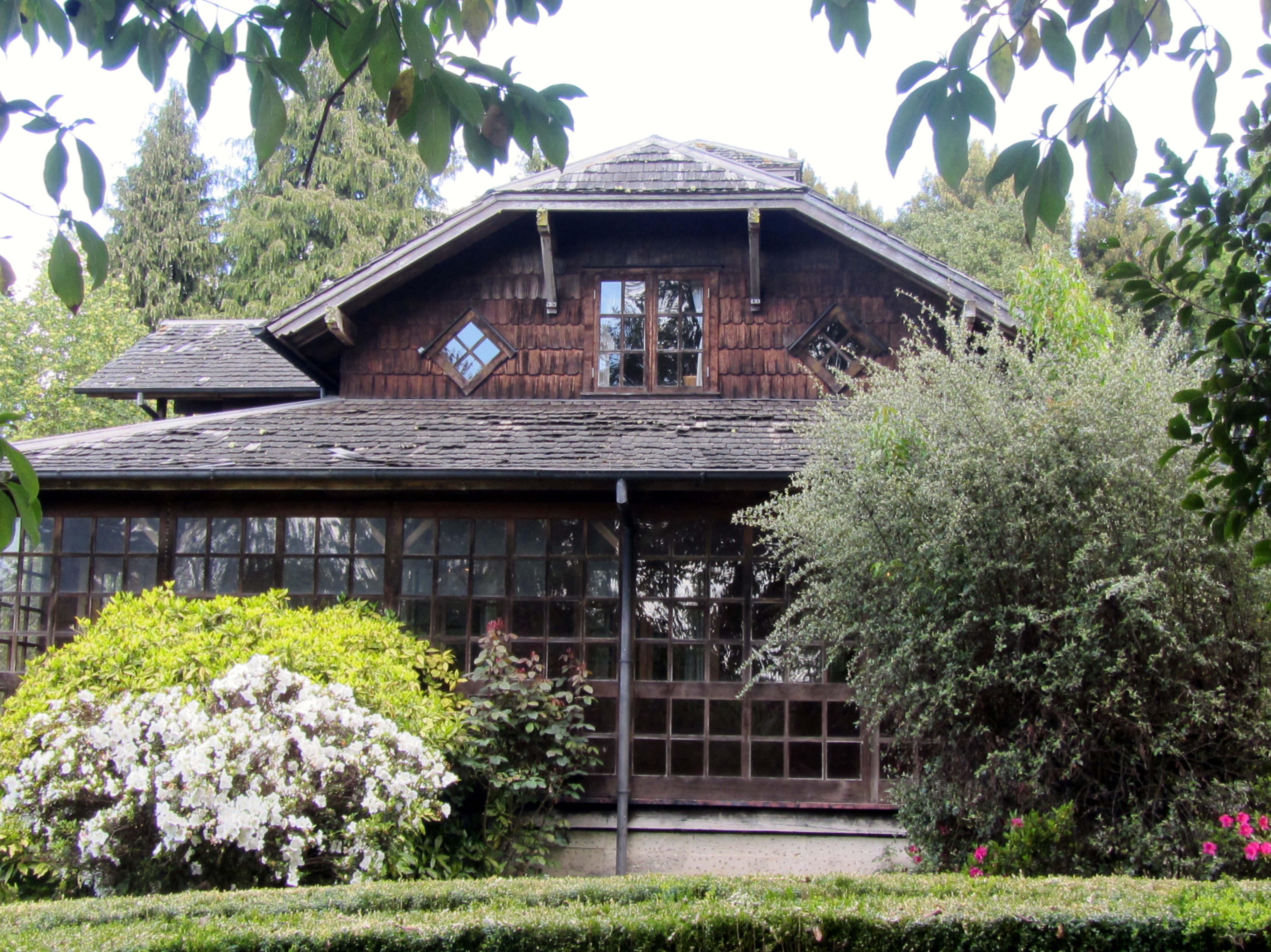
Vista a un costado de la casona
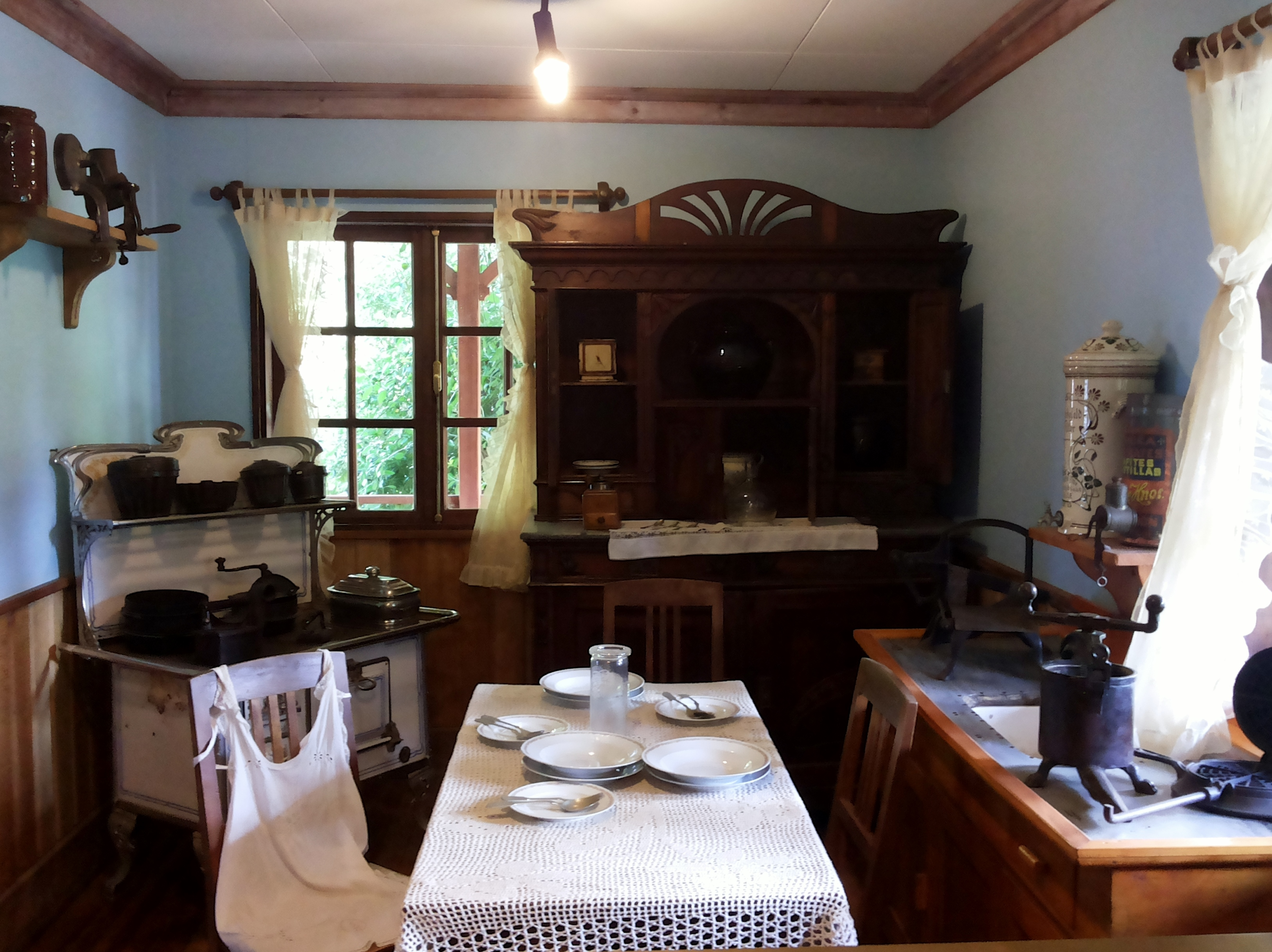
Cocina
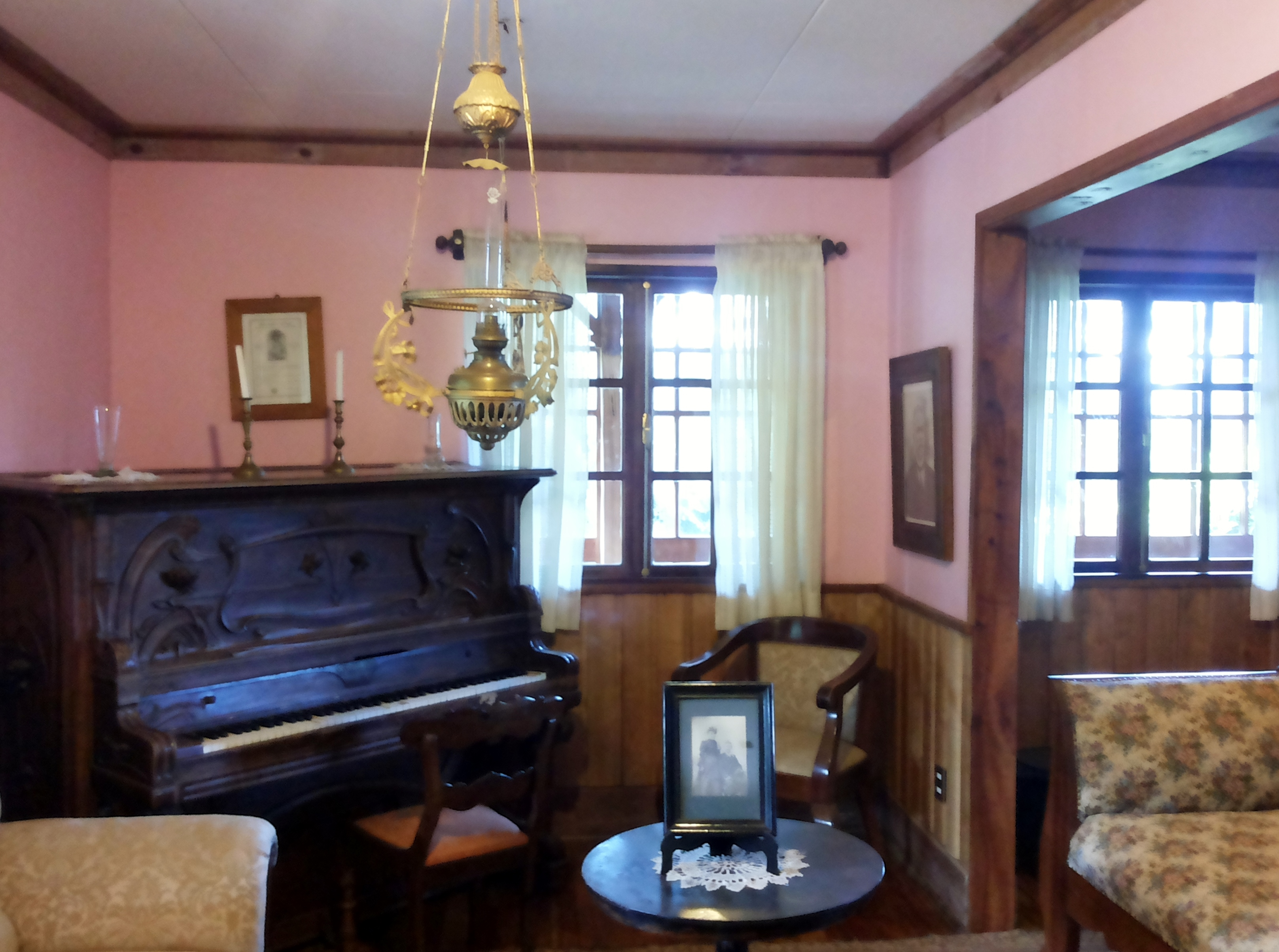
Salón con piano
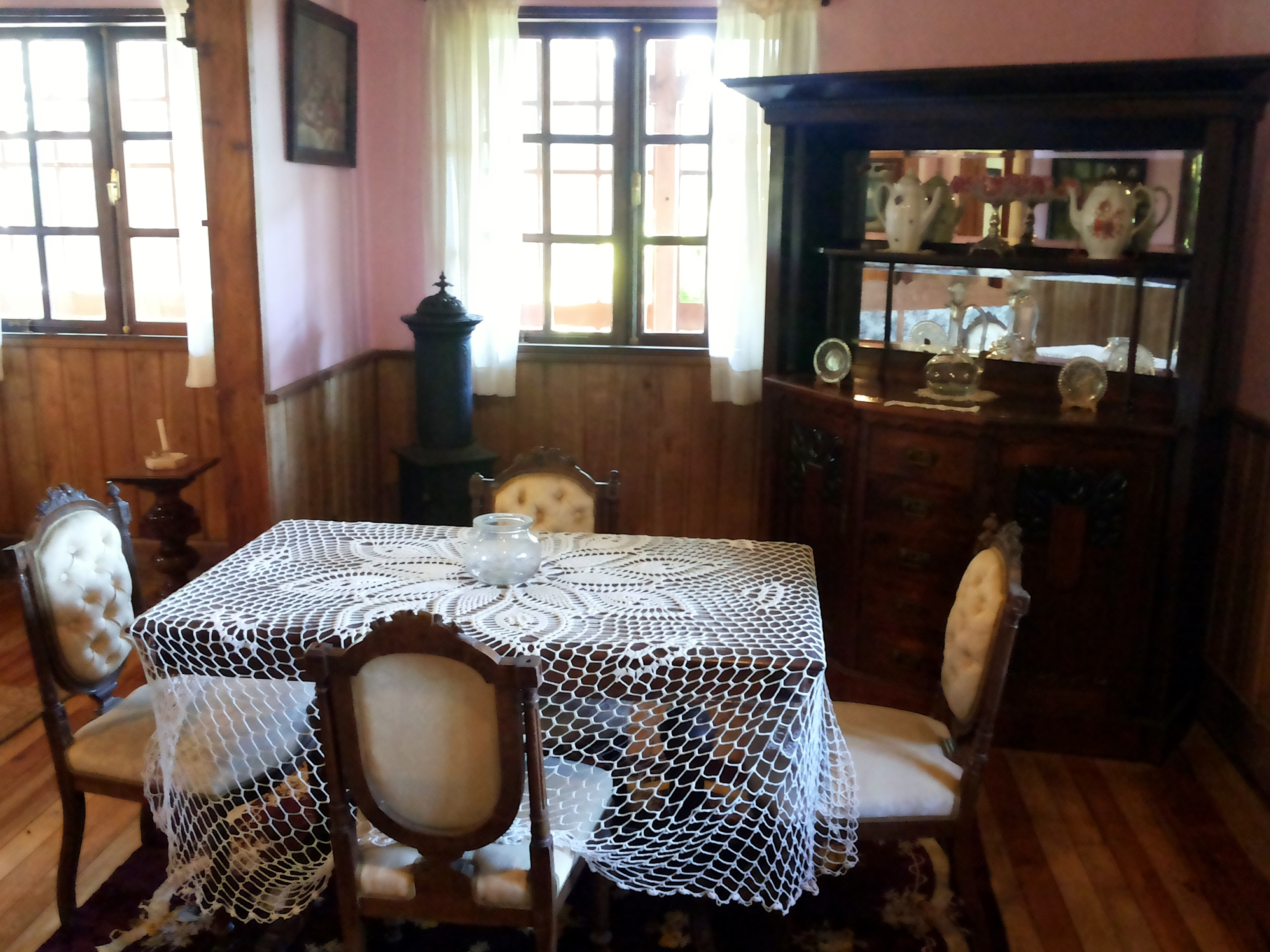
Comedor
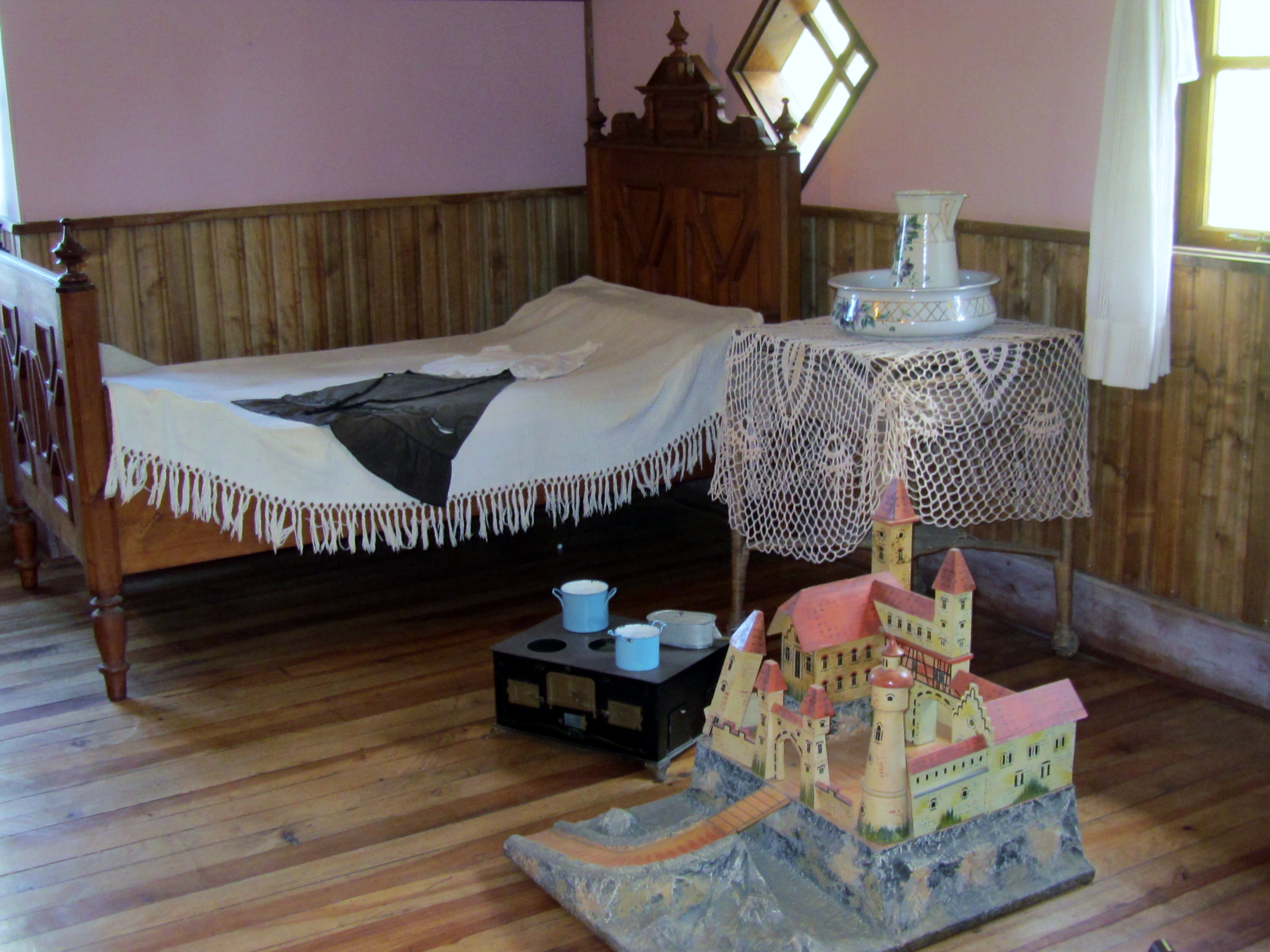
Dormitorio de los niños
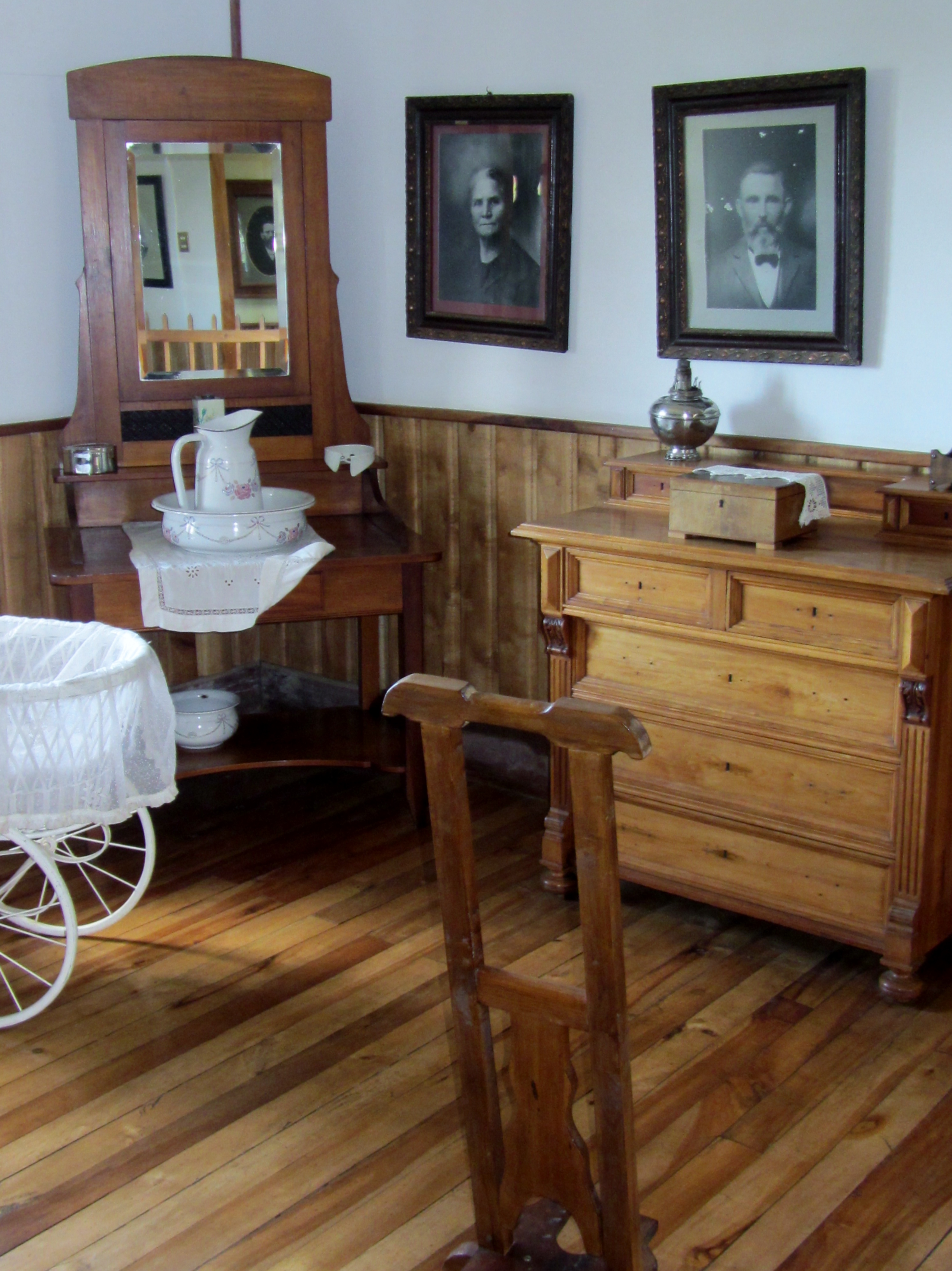
Habitación
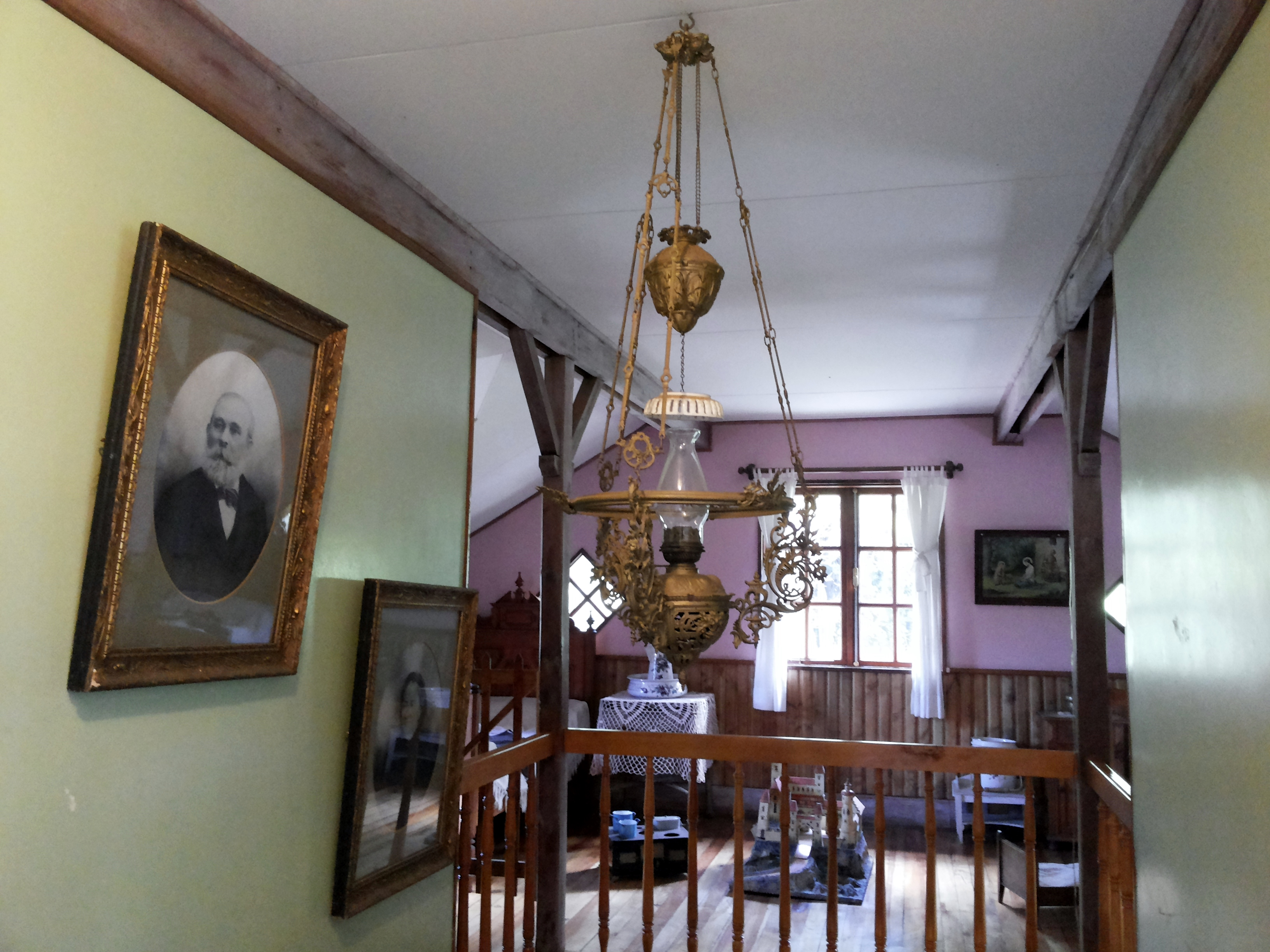
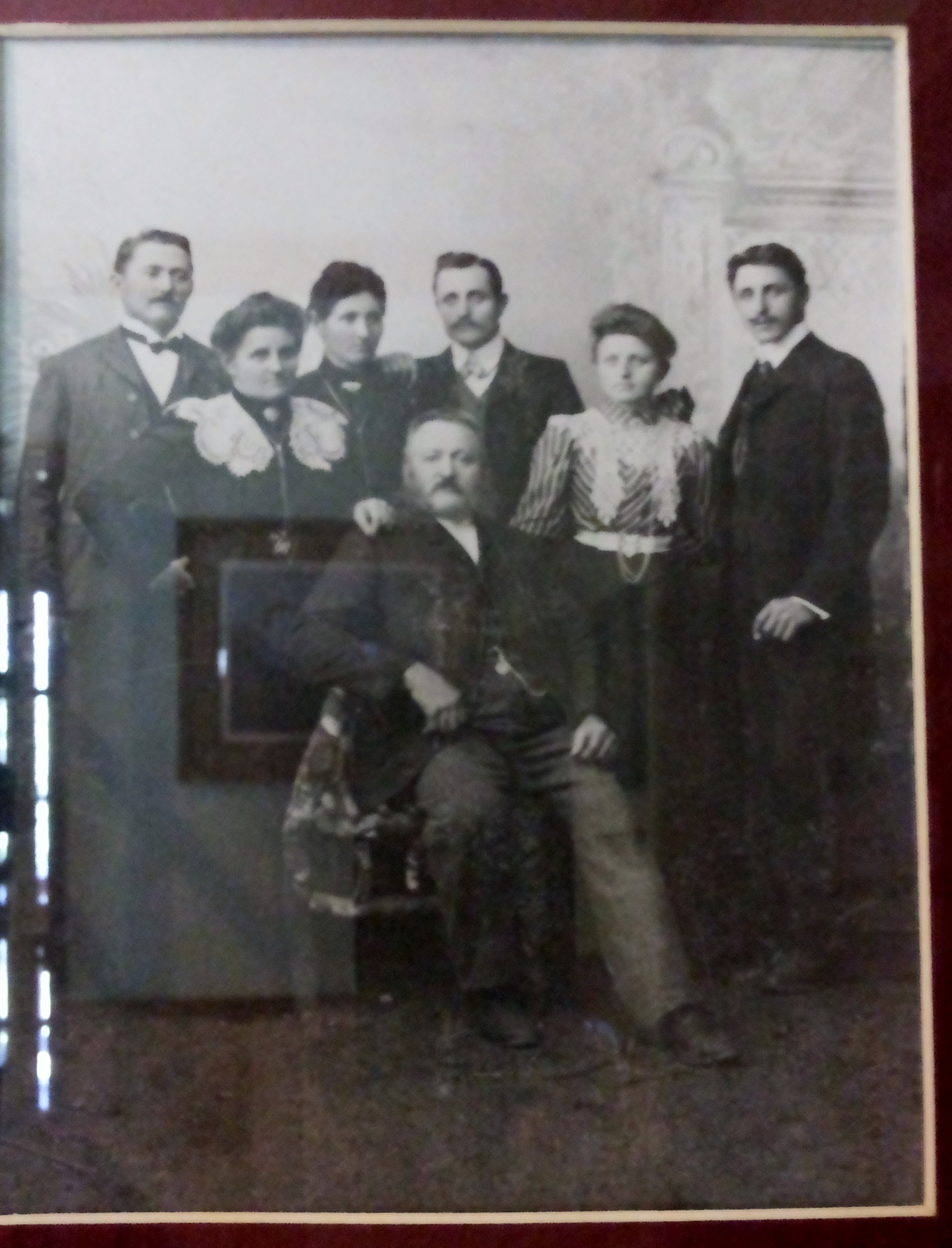
Familia Teuber-Heidel: el padre con sus hijos
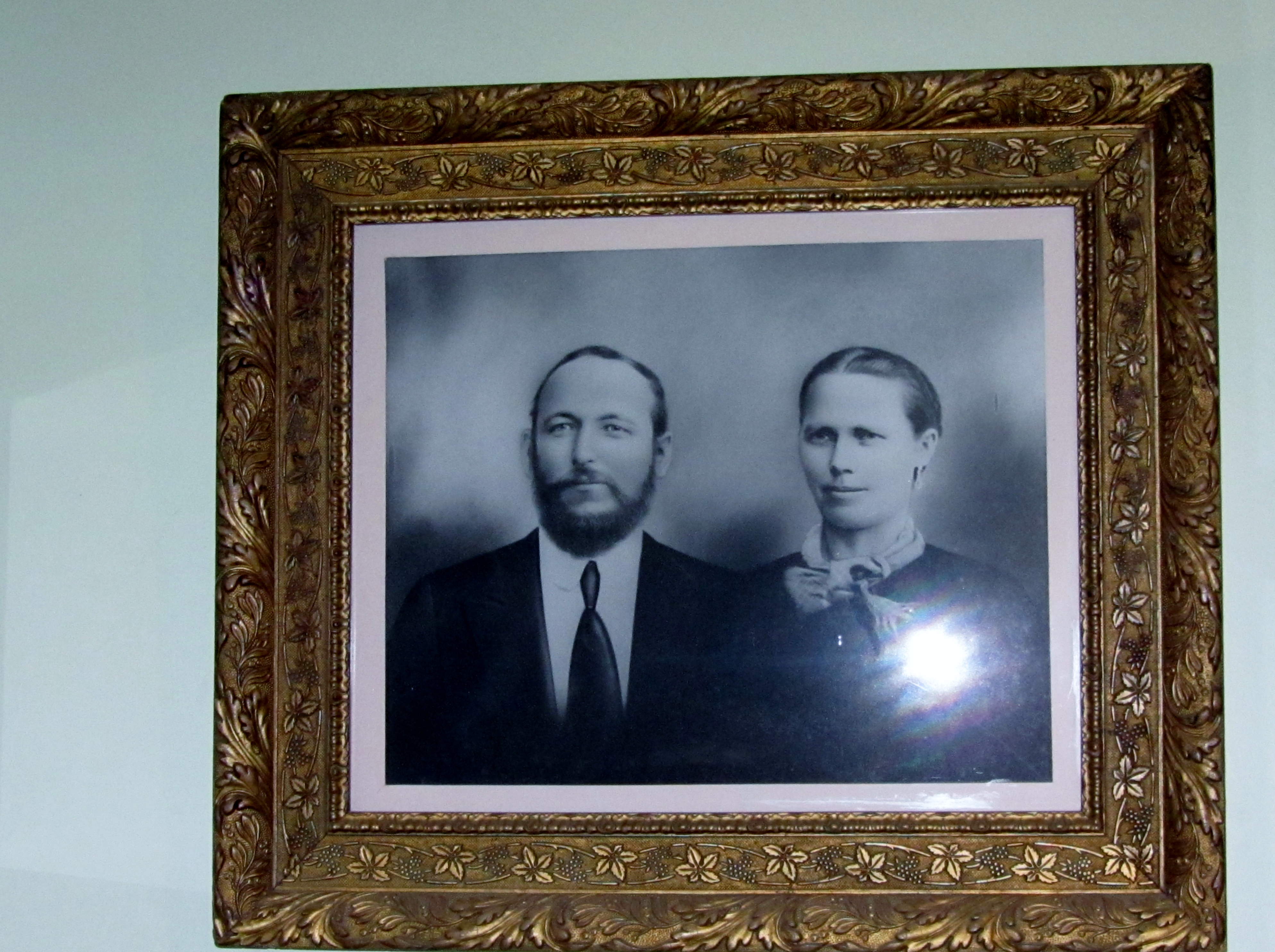
La pareja Schmidt-Wetzel, originarios de Hesse

### Casa del herrero

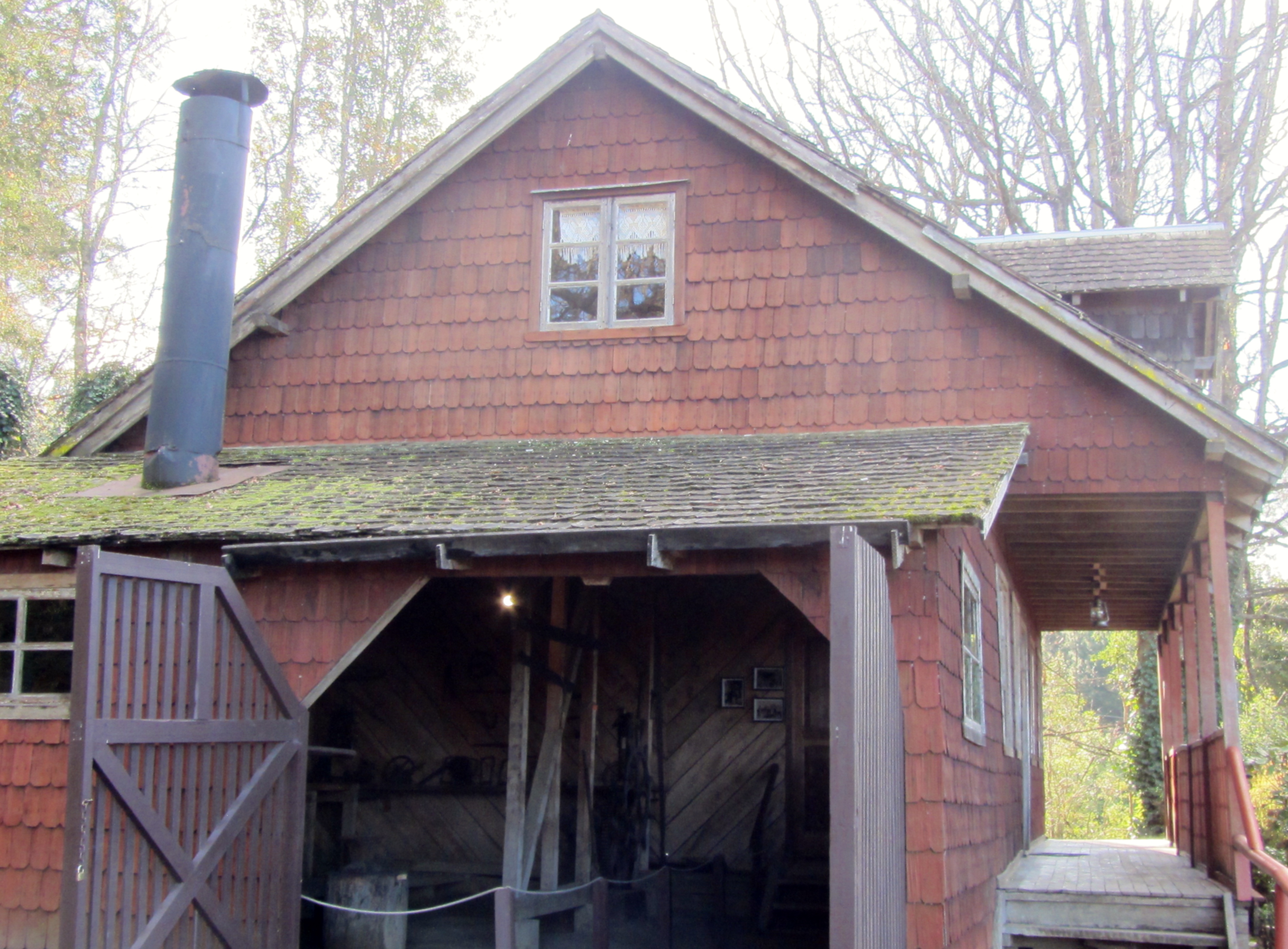
Casa del herrero.

Esta construcción es una reproducción de una casa habitación de índole campestre con una herrería y taller de forja a raíz del suelo. En casas como esta alojaban los artesanos que trabajaban para el dueño de la heredad y sus respectivas familias, parte fundamental de la actividad dentro de una parcela o chacra. En su taller podemos encontrar herramientas como fresadoras, martillos, yunque, fogón, etc. 
En el interior de la casa las diversas dependencias representan la vida cotidiana del herrero y su familia; cuenta con cocina, comedor, sala de estar y dormitorios.
Galería de imágenes

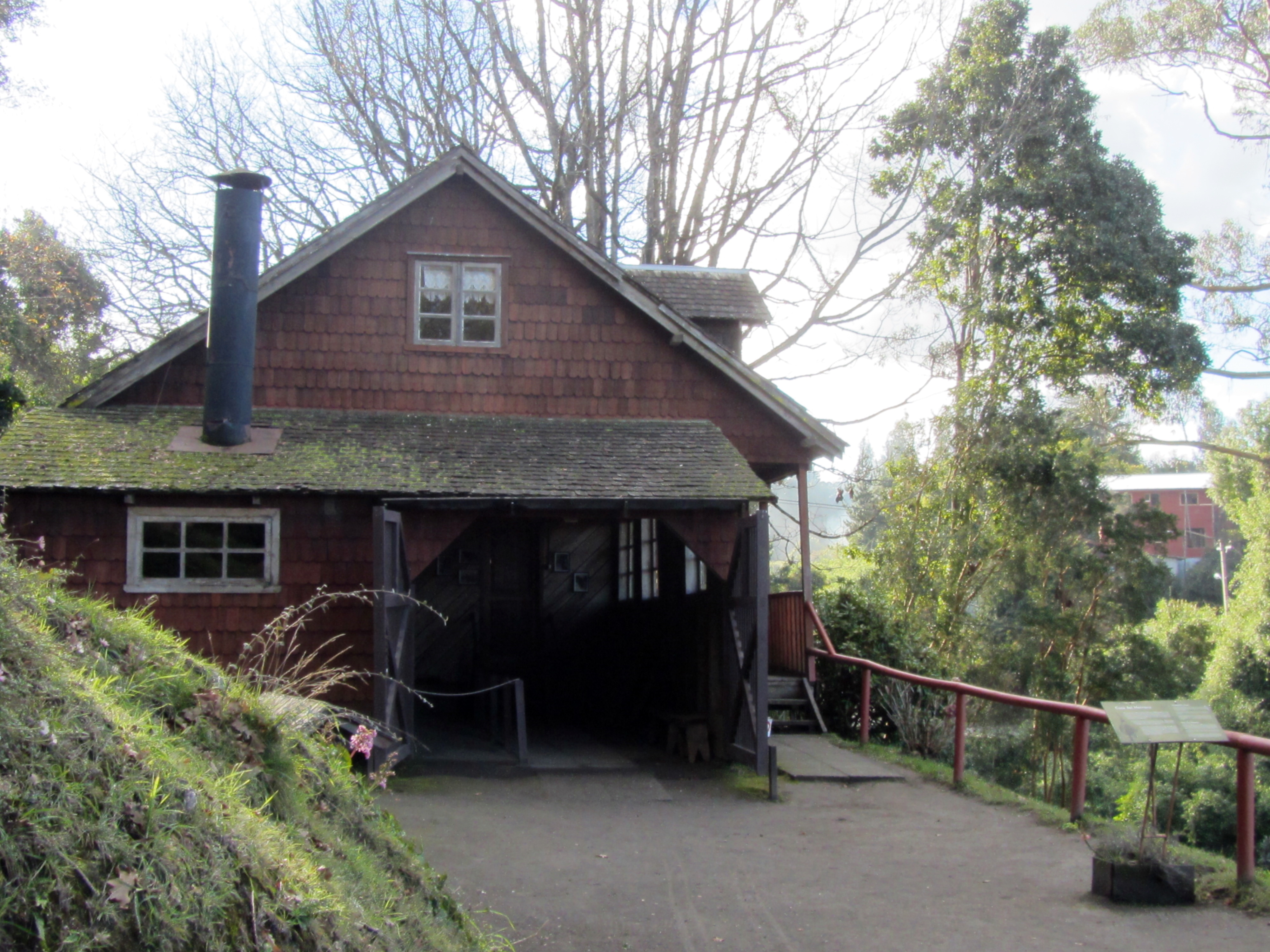
La casa con la herrería
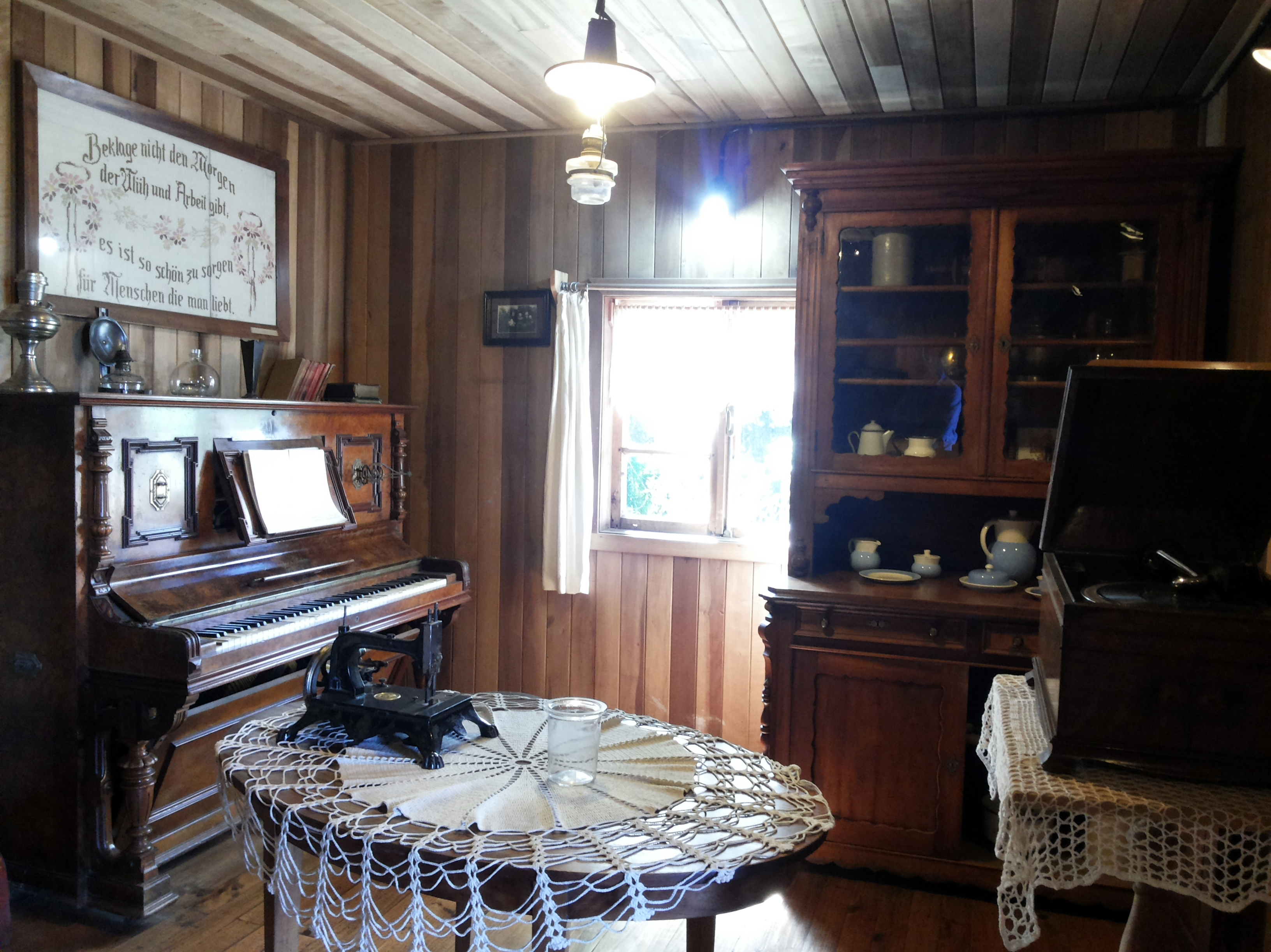
Sala de estar con piano
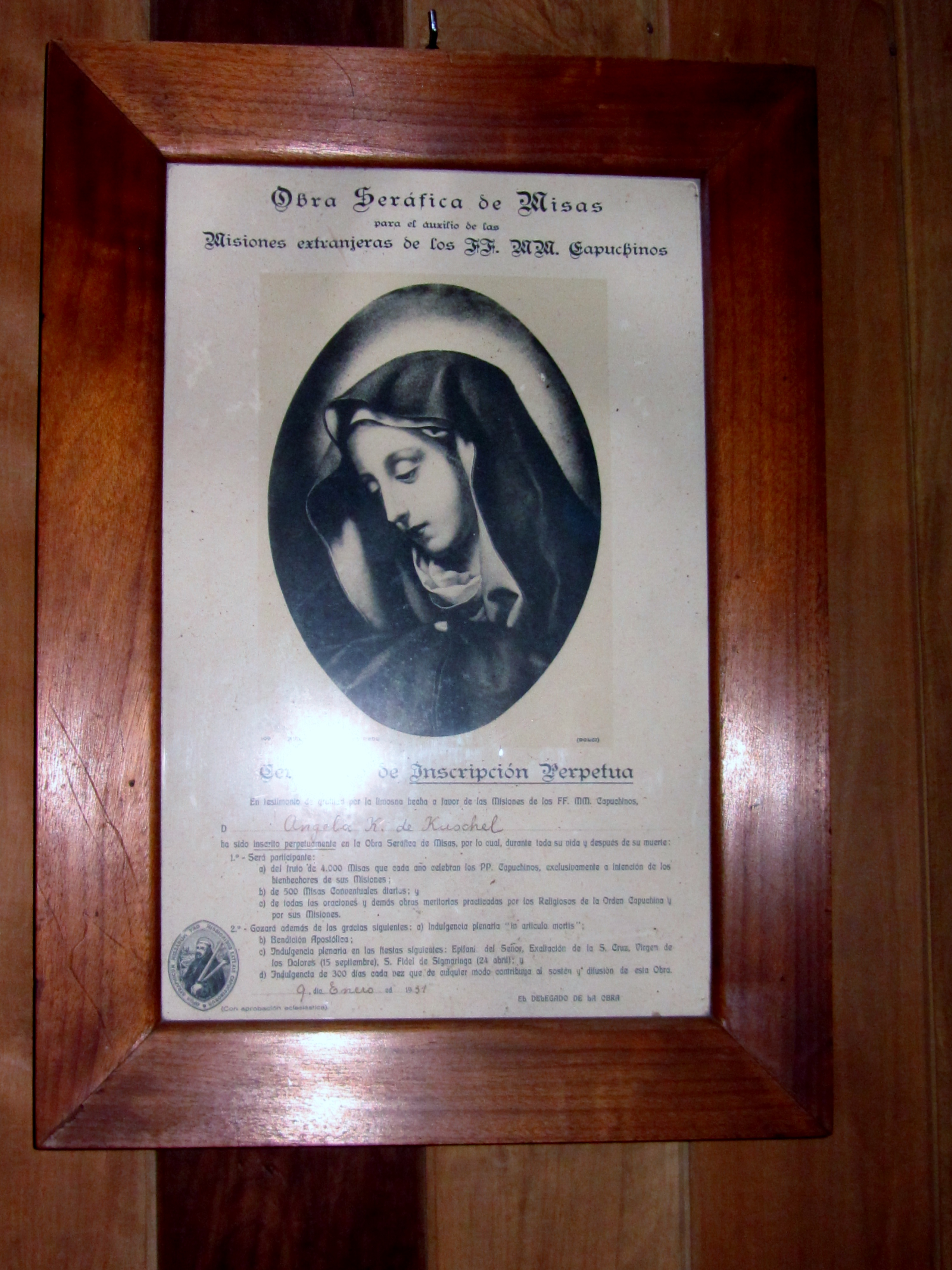
Certificado de indulgencias y misas perpetuas dado por los capuchinos
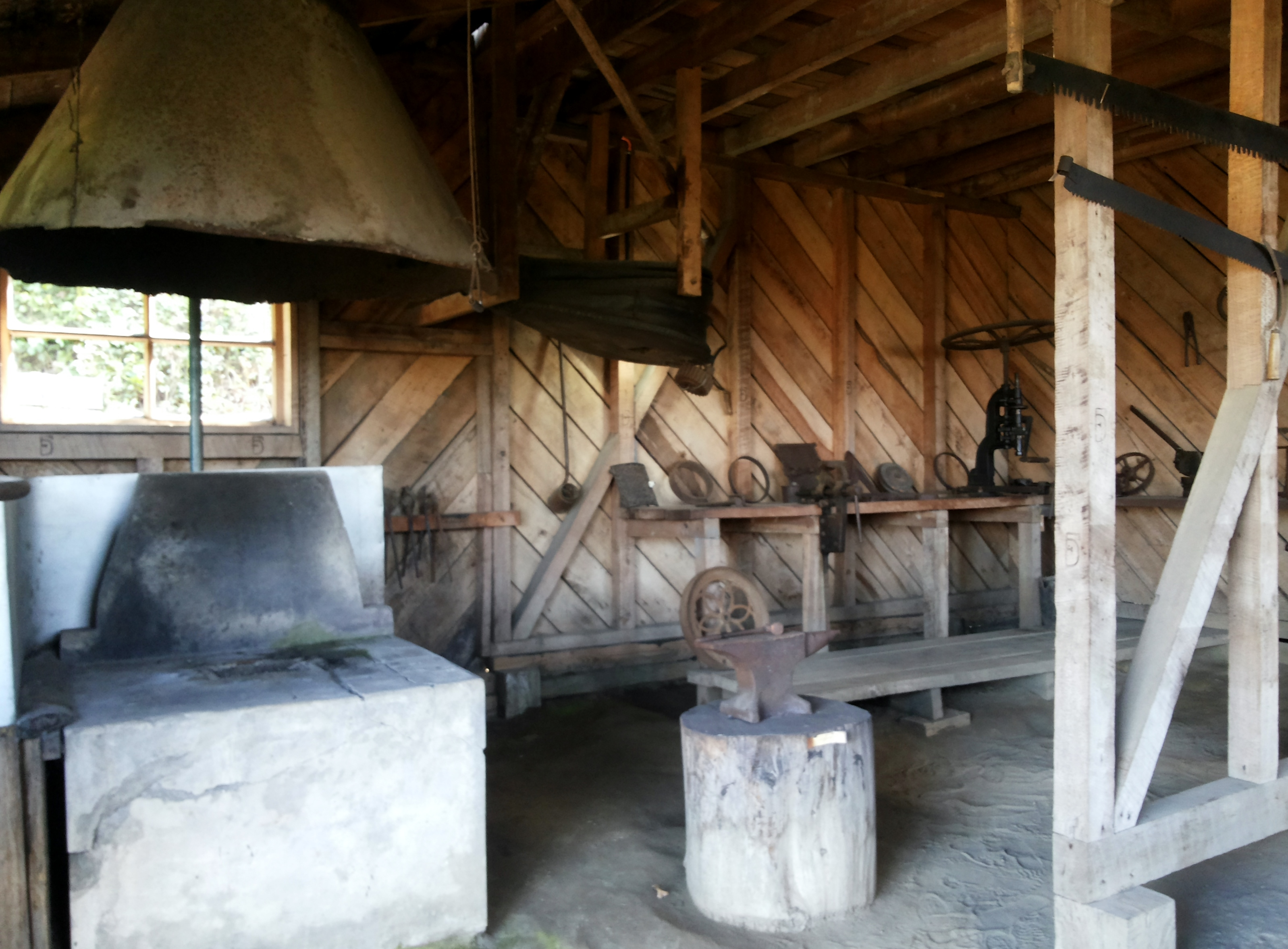
Herería

### Campanario

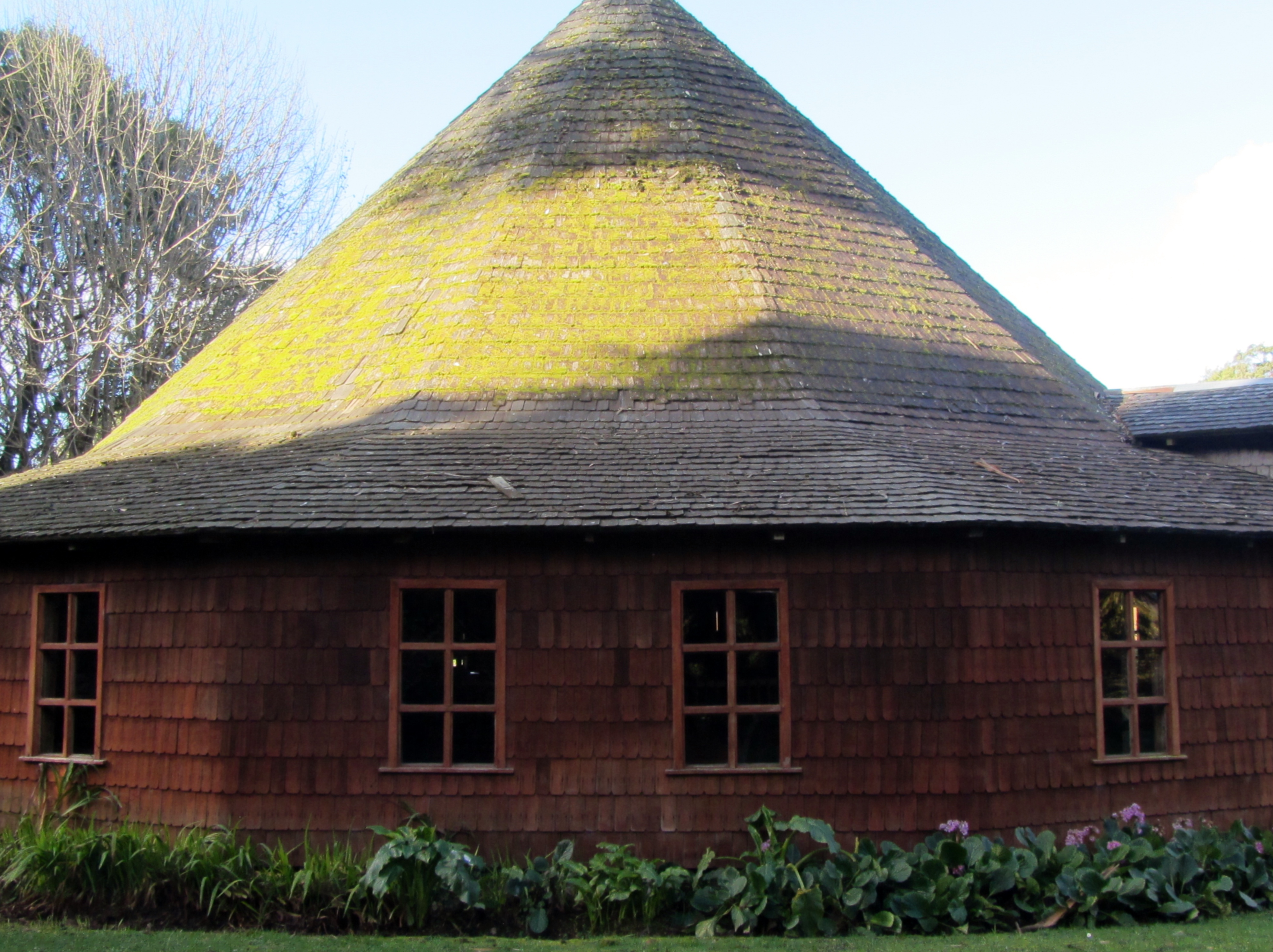
Campanario.

El campanario un galpón agrícola circular de estilo español, que se usaba para guardar los haces de trigo. Como durante el año la zona padece de grandes lluvias, se utilizaba asimismo para echar a trote en círculo a los animales (caballos y mulas sin herrar) para realizar la trilla o cosecha de granos sin depender de las condiciones climáticas. 
La exposición consta de variados utensilios de trabajo agrario que data del siglo XIX y primera mitad del XX, como máquinas agrícolas y domésticas y un carruaje antiguo. En los muros hay grandes fotografías de época. 
Como señala el panel explicativo, "el conjunto material exhibido ilustra el aporte de los colonos alemanes en el ámbito productivo, así como el desarrollo económico e industrial que caracterizó a la región a la llegada de los inmigrantes".
Galería de imágenes

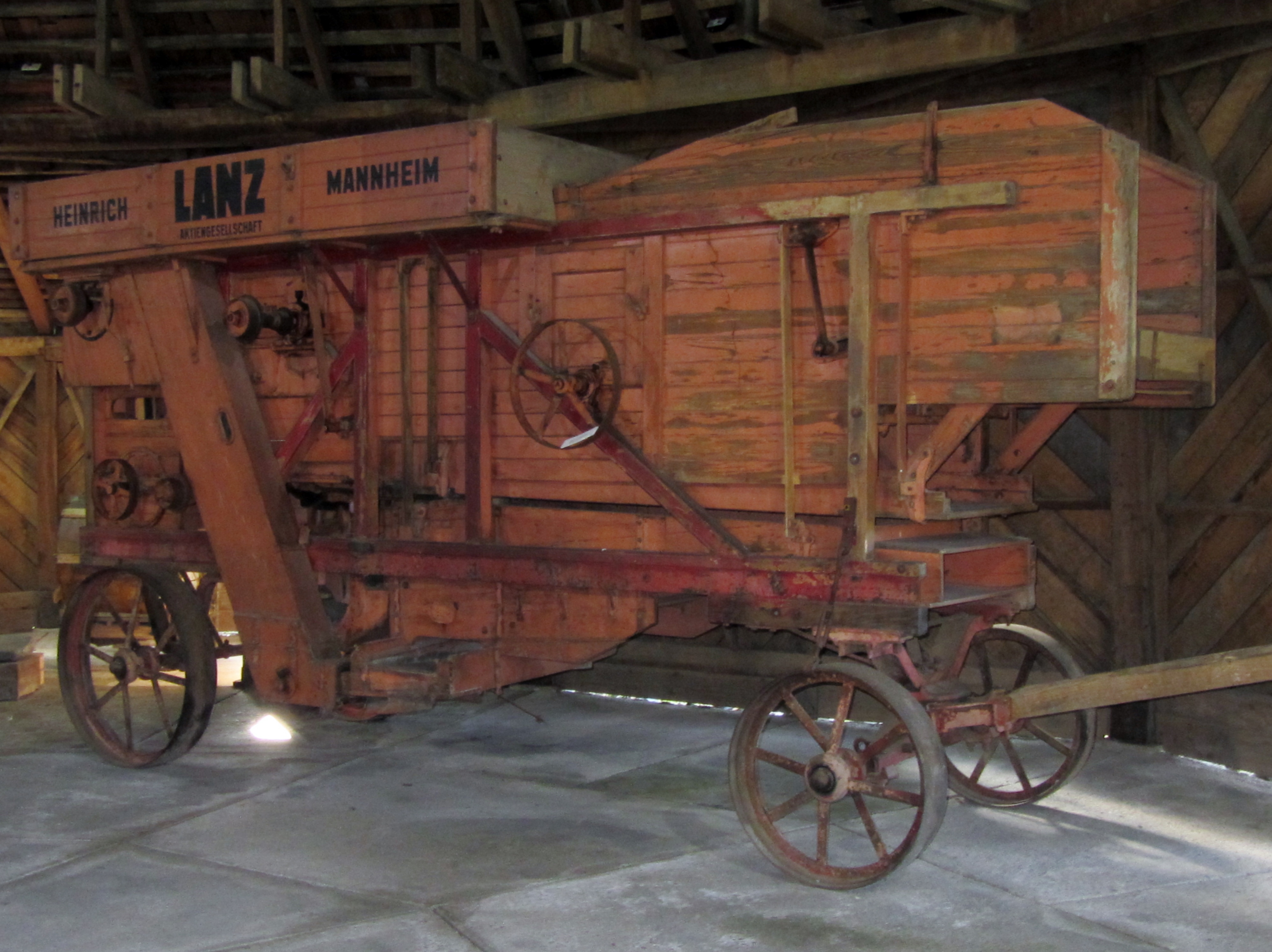
Trilladora estacionaria Lanz
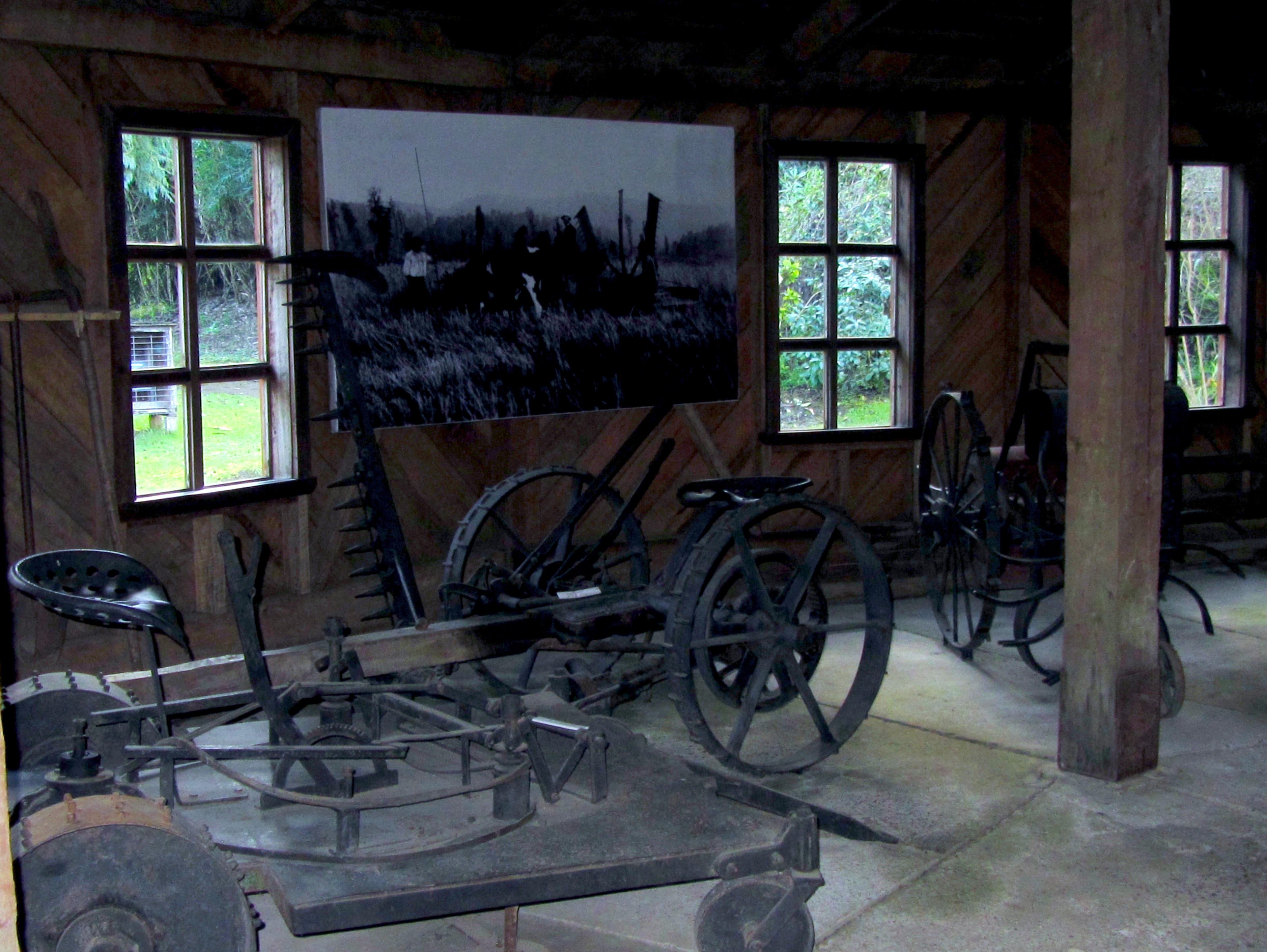
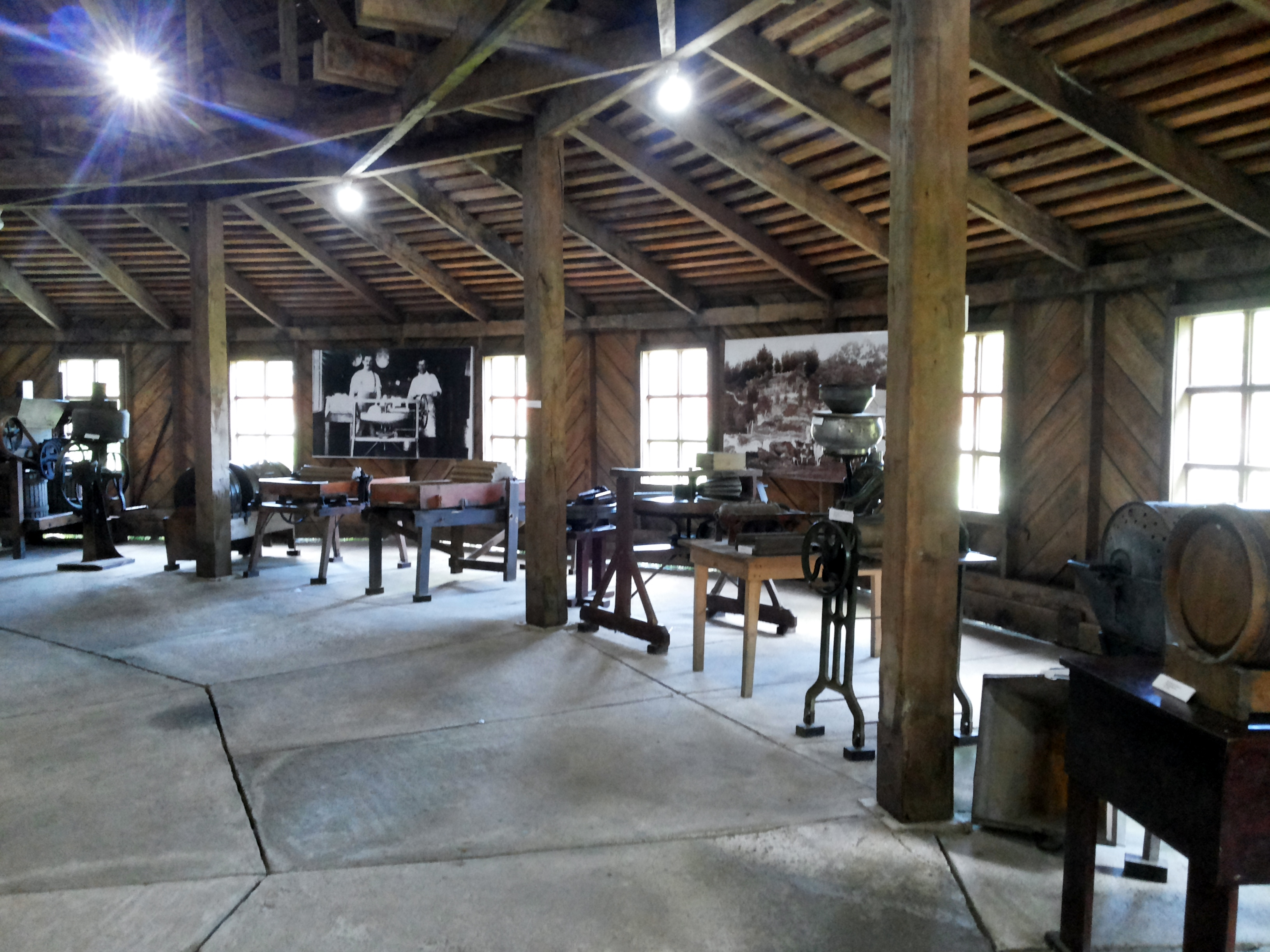
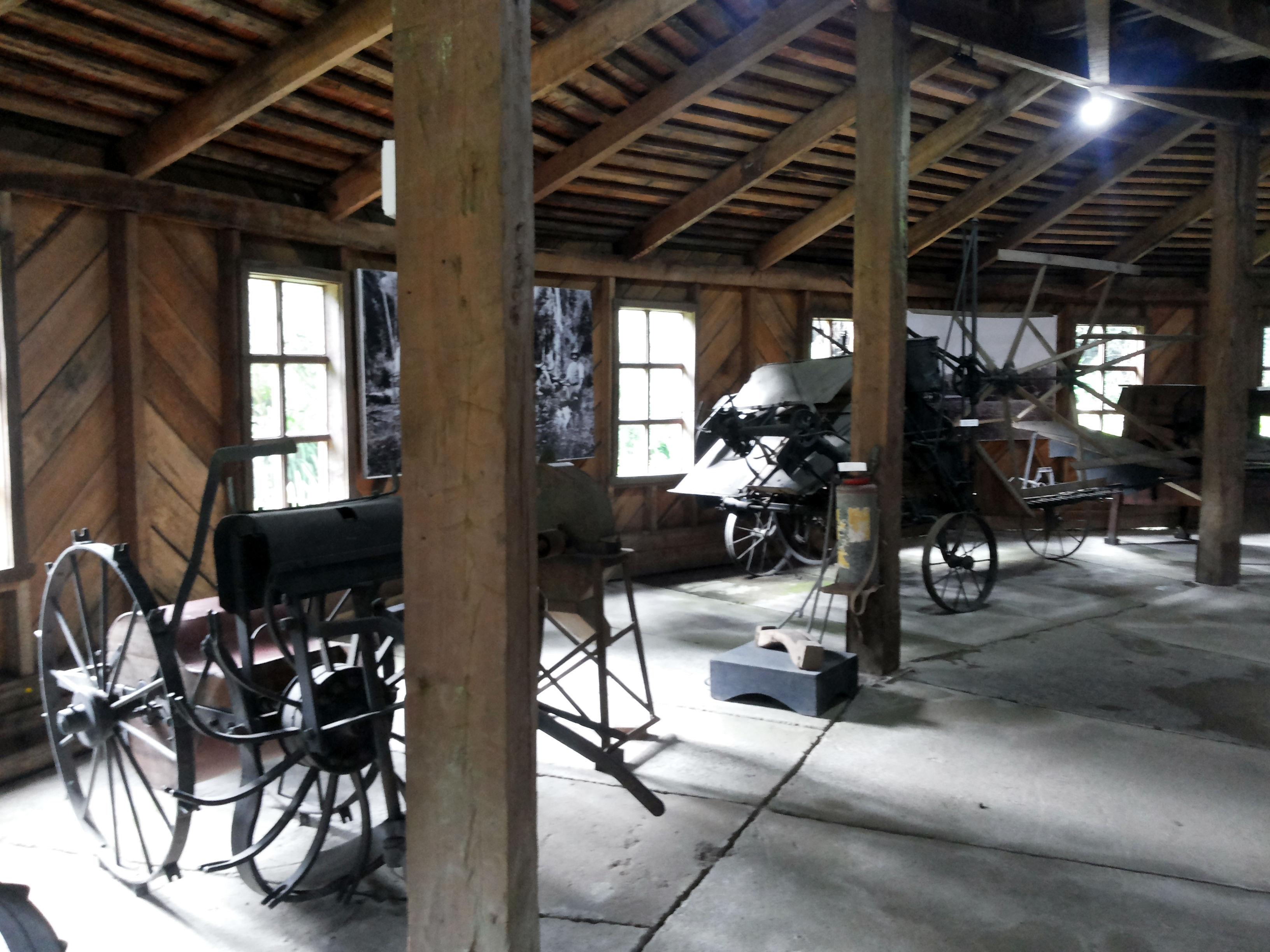
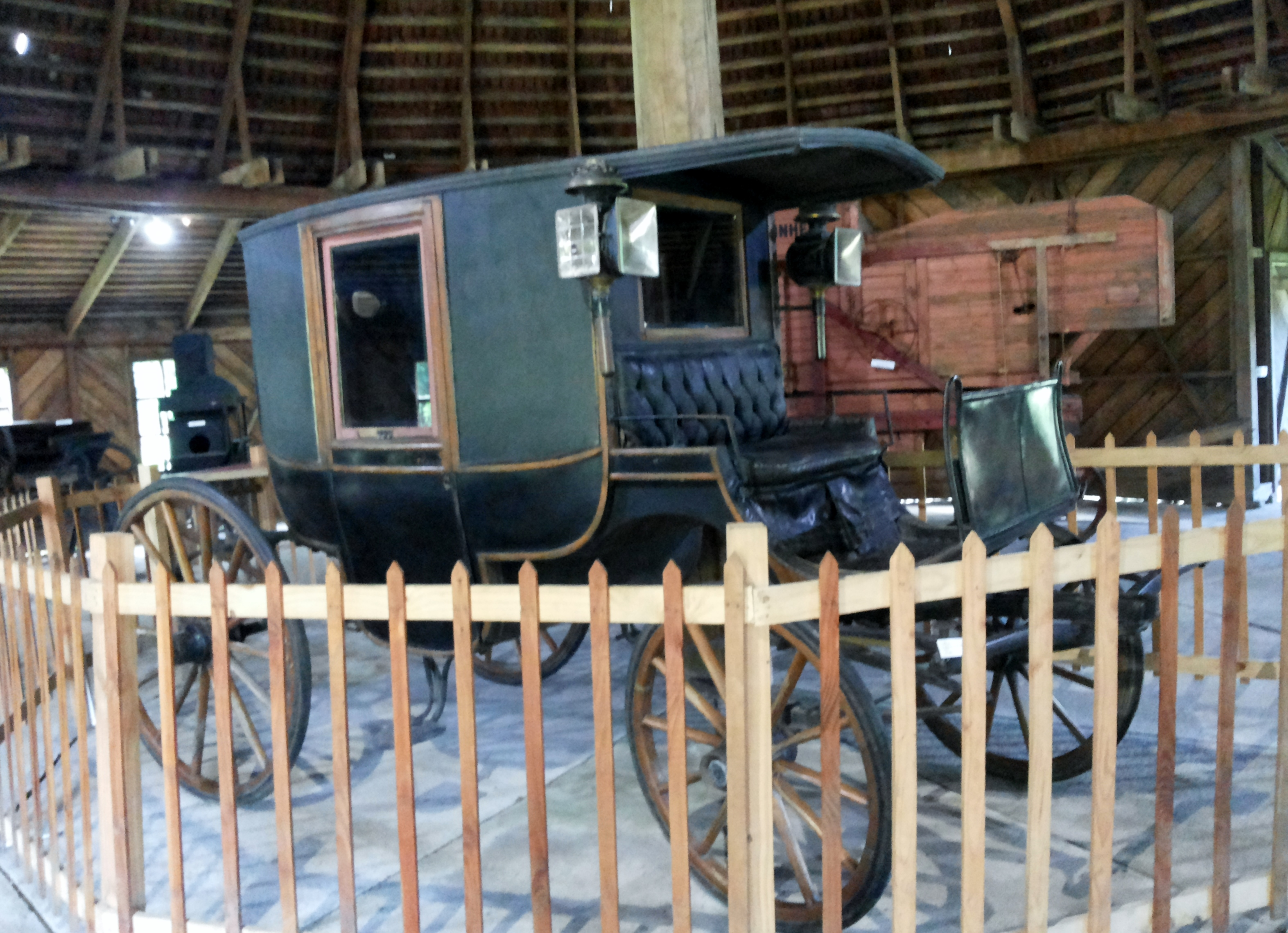
Carruaje

## Jardines, parques y cementerio

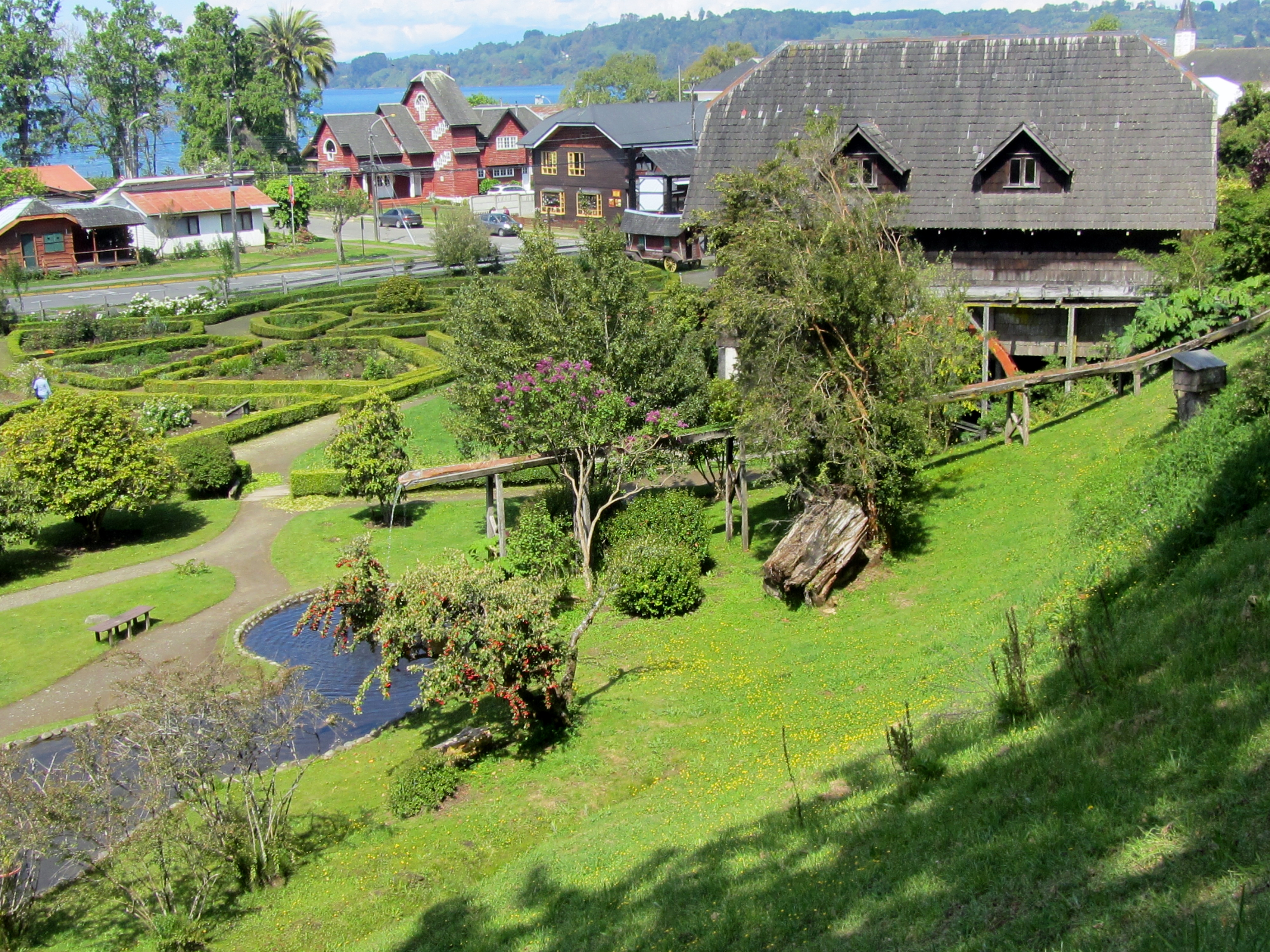
Vista desde la casona de campo.

En el jardín del complejo museístico podemos encontrar las más diversas especies nativas —avellanos (Gevuina avellana), radales (Lomatia hirsuta), arrayanes (Luma apiculata)— e introducidas —encinas (Quercus ilex), arces (Acer), abedules (Betula), azaleas, camelias—; algunos ejemplares son árboles de más de cien años de edad. Se cultivan también una gran cantidad de coloridas especies de flores; además, el jardín cuenta con estanques de lotos y muelles.
Junto a la casona de campo hay un cementerio familiar: aunque poco después de la llegada de los primeros alemanes a la zona del Llanquihue se creó el primer cementerio para estos, el de Puerto Montt, del que hay registros que datan de 1859, las diferencias de credos, la severidad del clima, las falta de caminos y las grandes distancias determinaron que fueran una costumbre frecuente que se crearan cementerios familiares, es decir, que los colonos solían enterrar a su gente en los terrenos de sus fincas o en lugares próximos a ellos. Los ataúdes solían ser de madera de coigüe los mismos por los que nos deslizamos en tirolina y eran enterrados a aproximadamente 1,30 m.
Galería de imágenes

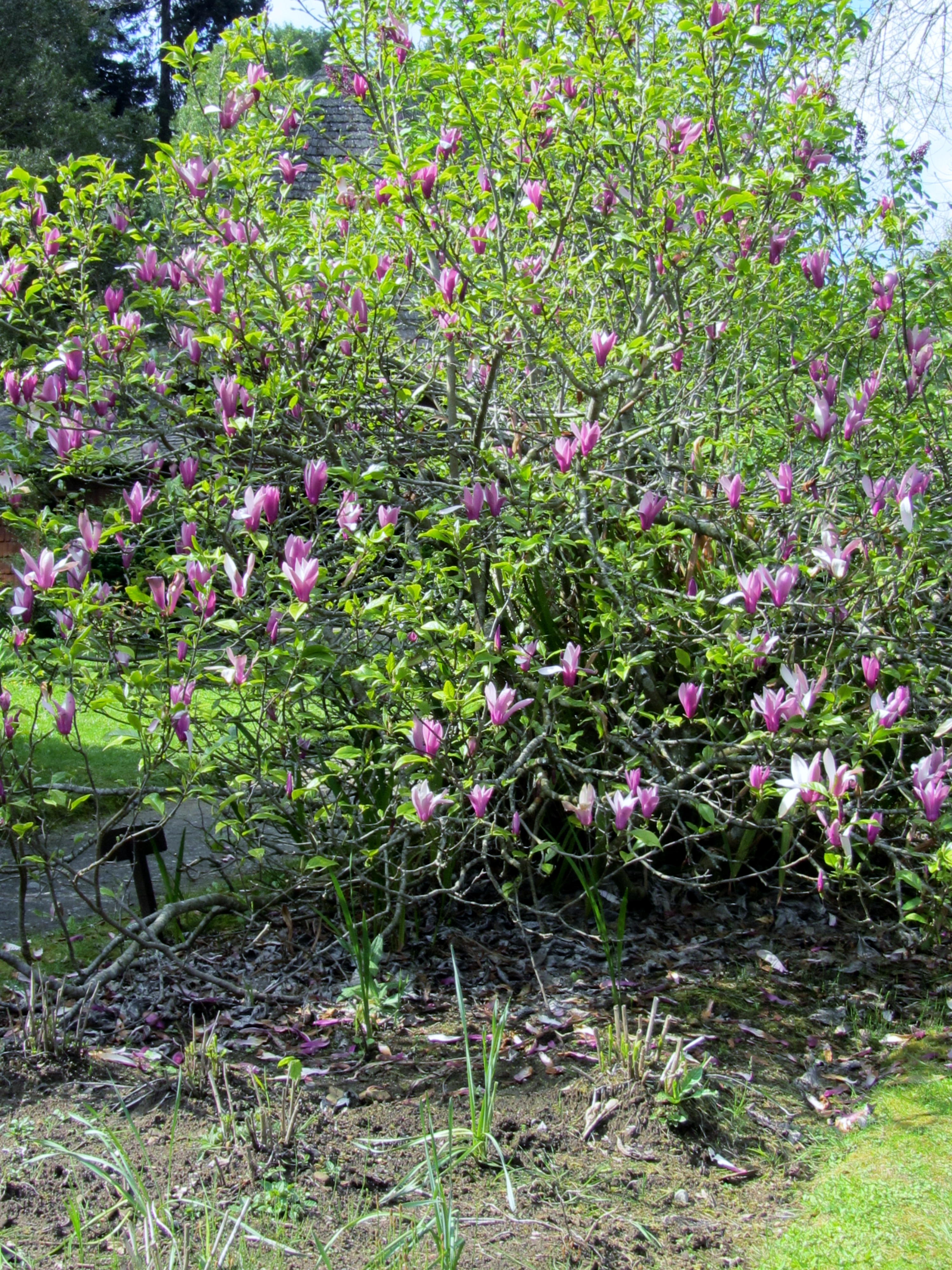
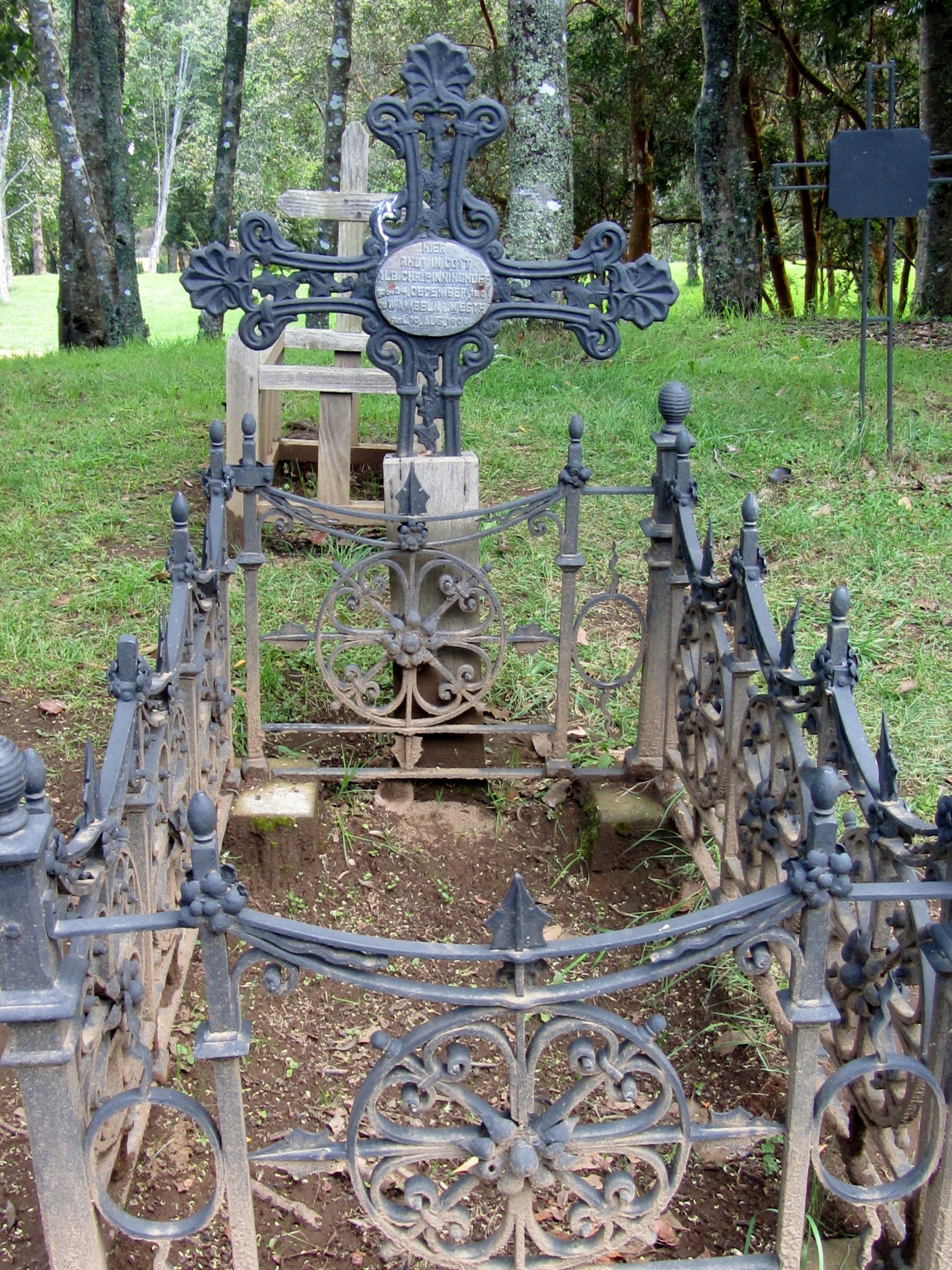
Cementerio familiar
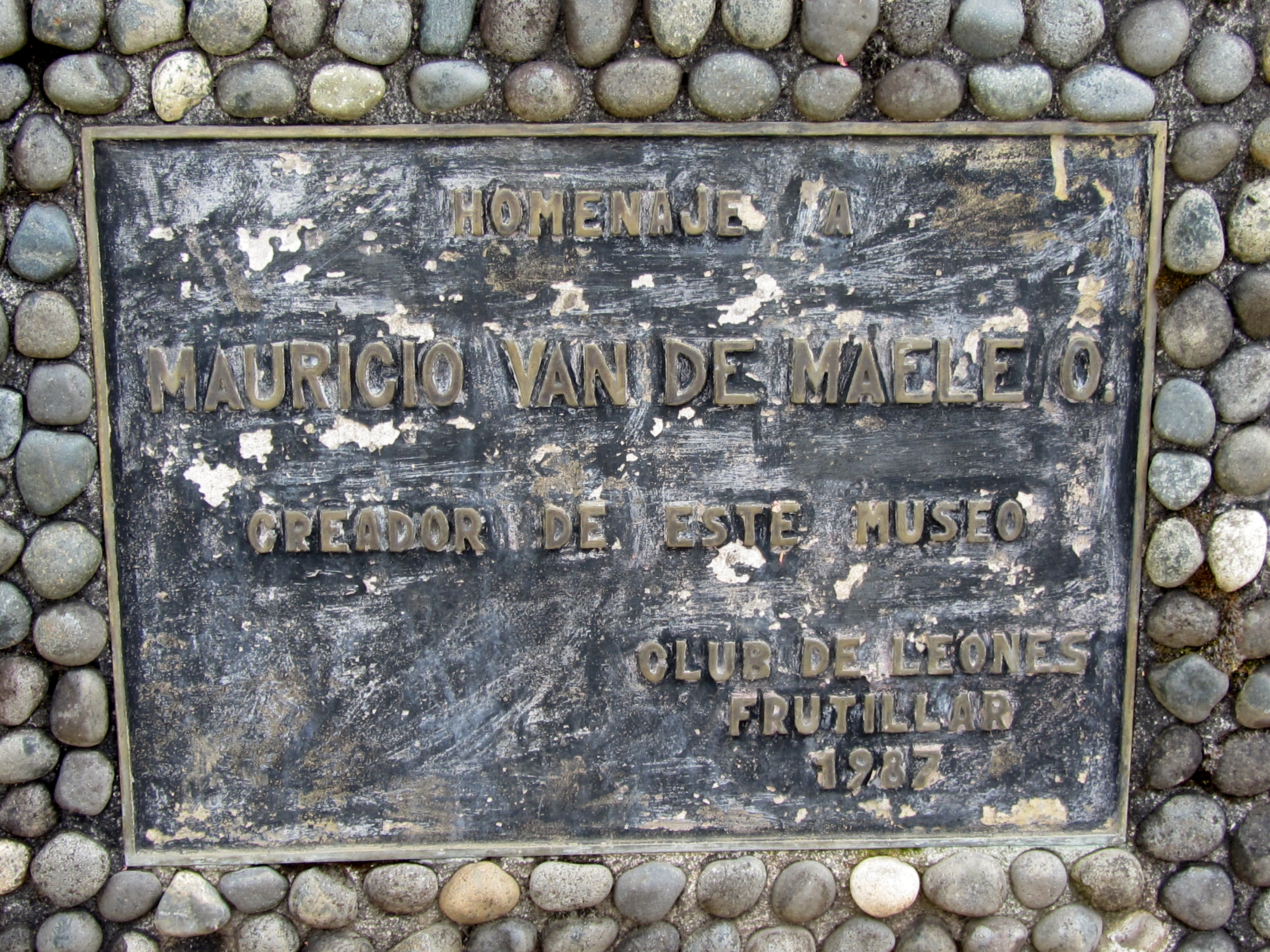
Placa en homenaje a Mauricio van de Maele
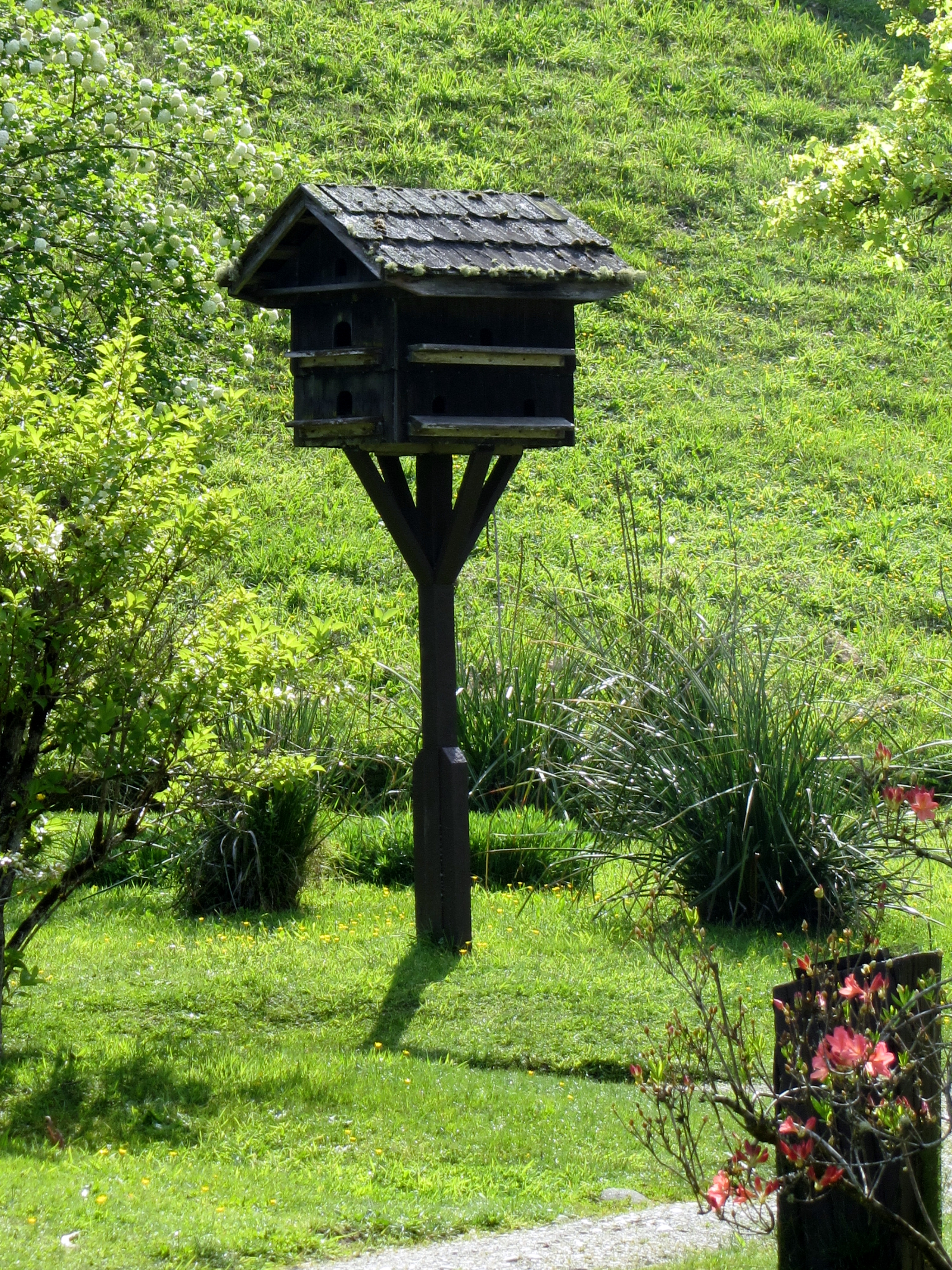
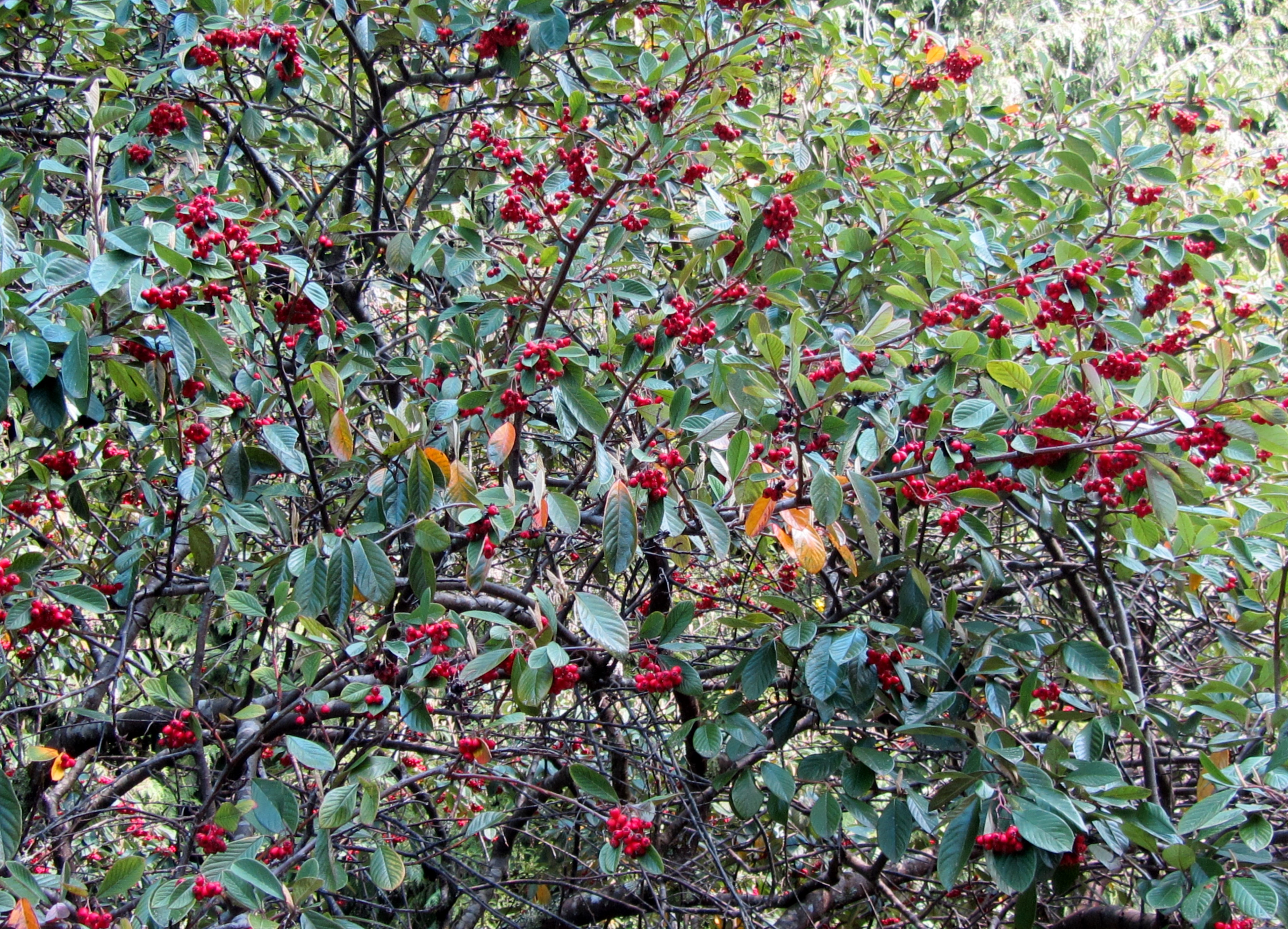
Cotoneaster × watereri
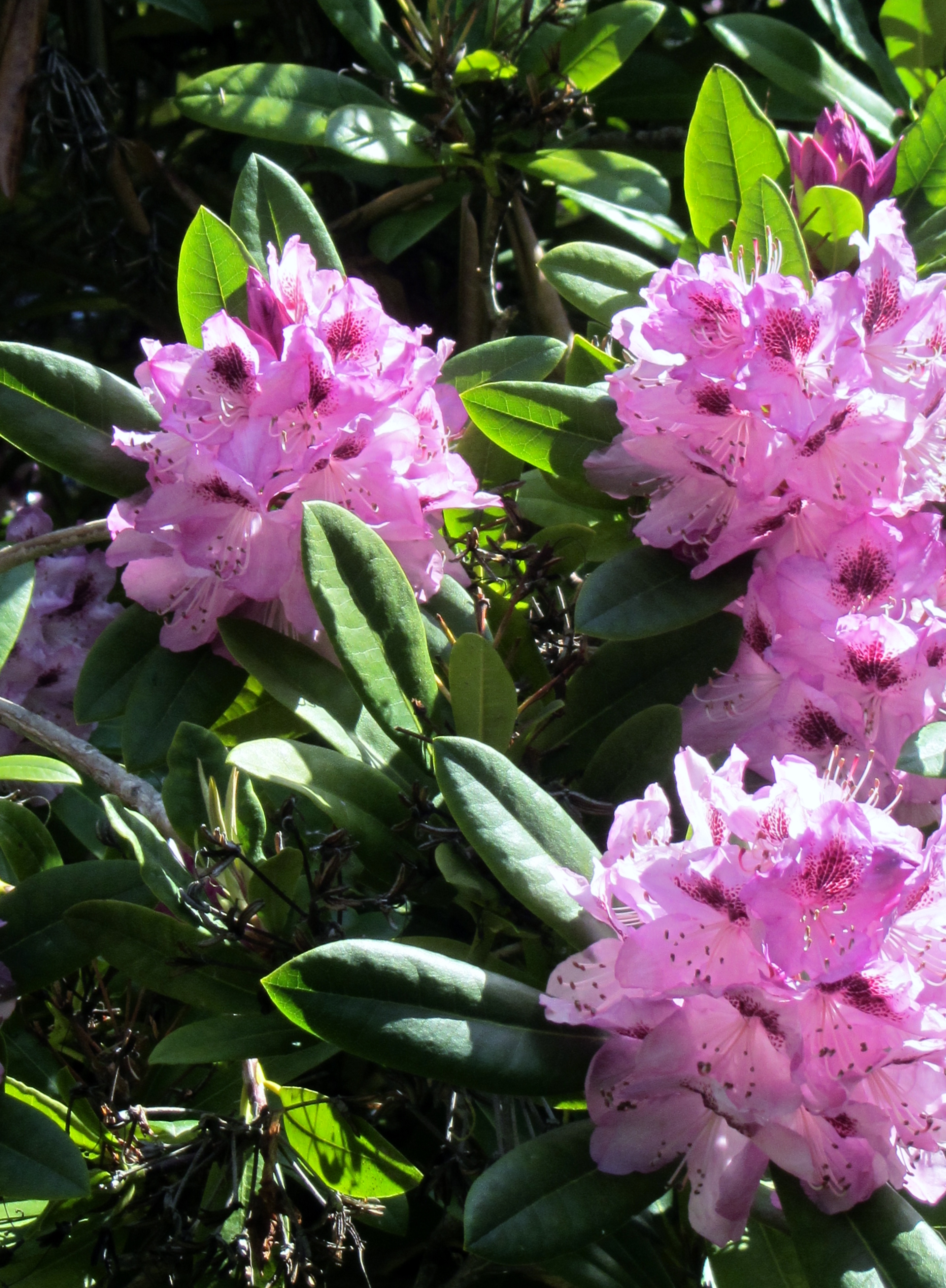
Azalea

## Actividades

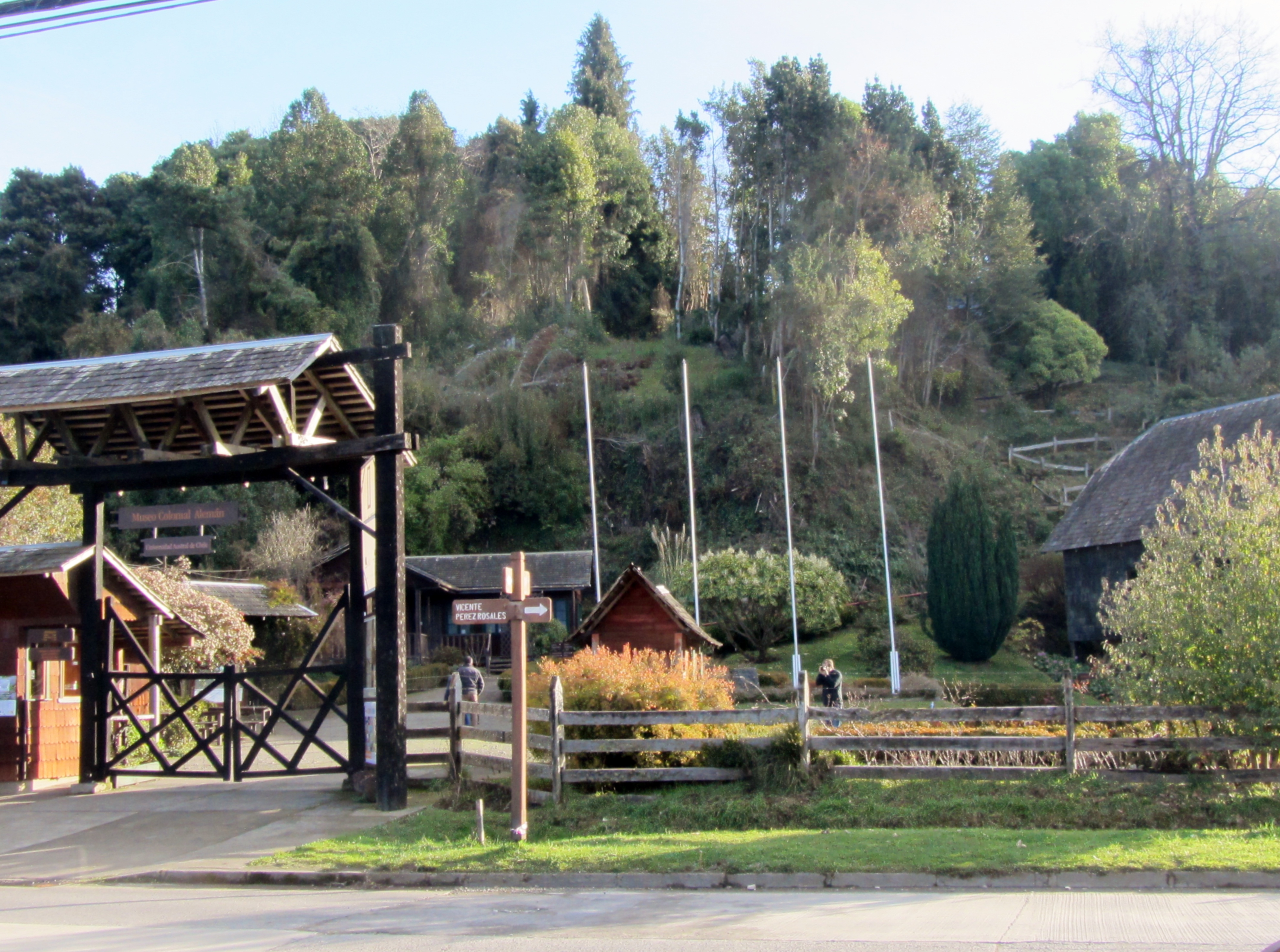
Entrada al complejo del museo.

En el complejo del museo se realizan diversas actividades culturales: exposiciones organizadas por diversas instituciones, conciertos y otras celebraciones para los aniversarios, visitas gratuitas en el Día del Patrimonio Cultural, celebración del We Tripantu o Año Nuevo del Sur, etc.

«En los museos de la Universidad Austral de Chile se conservan diversas y valiosas colecciones que nos permiten conocer la historia de nuestra sociedad pluriétnica regional y nacional, quehacer que reforzamos desarrollando diversas actividades educativas,  interesados en la didáctica y el patrimonio como esta actividad que integra la cultura mapuche y la criolla, generando la posibilidad que sean los niños y niñas los que reeduquen a los adultos».
Leonor Adán, directora Museológica de la UACh, 16 de junio de 2014.